# Zdeněk Beran
Zdeněk Beran (7. března 1937, Dolní Dobrouč – 7. listopadu 2014, Praha) byl český malíř, autor objektů a instalací, vysokoškolský pedagog a prorektor AVU.

## Život
Zdeněk Beran navštěvoval od roku 1952 Výtvarnou školu na pražských Vinohradech. Profesor Zdeněk Balaš, u kterého studoval malířství, byl liberální pedagog a studenty seznamoval s předválečnou českou modernou, reprezentovanou Fillou, Gutfreundem a Kubištou. Spolužáky Z. Berana na střední škole byli Petr Bareš, Eva Bednářová, Kateřina Černá, Antonín Málek, Pavel Nešleha, Lubomír Přibyl nebo Dana Vachtová.
V letech 1956-1962 Beran studoval v ateliéru nástěnné a monumentální malby profesora Vladimíra Sychry na Akademii výtvarných umění v Praze. Během studia patřil spolu s Antonínem Tomalíkem, Zbyškem Sionem, Antonínem Málkem, některými hudebníky a fotografy do neformální skupiny, která si říkala "Somráci" a symbolizovala anarchismus životních postojů i autonomii umění jako součásti života. Studentský život na periferii společnosti se soustřeďoval kolem levných výčepů, hospod a automatů a zahrnoval časté střídání bydlení - v internátech, na kolejích, v podnájmech, u kamarádů, bývalé prádelně v Liboci, nakonec v zahradním altánu v Tróji, který se stal Beranovým ateliérem i místem kde se scházeli nejmladší výtvarníci zabývající se strukturální abstrakcí. Beran patřil k radikálním protagonistům českého informelu. Jako student se zúčastnil neoficiální výstavy Konfrontace v ateliéru Jiřího Valenty, která neunikla pozornosti StB, ale vyloučen ze studia nebyl. V té době k jeho nejbližším přátelům patřili Antonín Tomalík, Zbyšek Sion, Čestmír Janošek a Eva Janošková, Antonín Málek, Vladimír Kozderka, Antonín Kubálek, Jiří Laštovička, Jan Steklík a Beranova pozdější manželka Zdenka Schirlová.
Po ukončení AVU se neúspěšně pokoušel po dva roky vyhnout vojně činností, která hraničila se sebedestrukcí, ale nakonec musel absolvovat povinnou vojenskou službu.  Protože byl Beran v 60. letech na vojně, nezúčastnil se skupinových výstav a byl zastoupen pouze na výstavě Fantazijní aspekty současného českého umění v OGV Jihlava a Galerii Václava Špály roku 1967. Roku 1969 Zdeněk Beran vystavil Pokus o stabilitu v expozici československého umění na VI. Bienále v Paříži. Byl krátce členem Československého svazu výtvarných umělců, ale po zrušení SČSVU počátkem normalizace ztratil možnost vystavovat ve svazem kontrolovaných galeriích a zůstal pouze evidován u Českého fondu výtvarných umění což mu umožňovalo živit se jako umělec na volné noze.
Roku 1979 byl zastoupen na výstavě The Image of Man in European Art since 1945 v Amsterdamu a roku 1983 na výstavě "Dessins tchèques du 20e siècle" v Centre Georges Pompidou v Paříži. V Československu v době normalizace kromě několika výstav kreseb v neoficiálních nebo mimopražských galeriích prakticky nevystavoval až do roku 1989. V roce 1987, během přípravy na společnou instalaci na neoficiální výstavě Forum 1988, byl Zdeněk Beran jedním ze zakladatelů skupiny Zaostalí.
Roku 1989 obdržel tvůrčí grant The Pollock Krasner Foundation. Roku 1990 se stal profesorem malby na Akademii výtvarných umění v Praze a založil zde Ateliér klasických malířských technik, ve kterém vystudovaly dvě generace nadaných studentů. Většina z nich se později prosadila na výtvarné scéně doma i v zahraničí. Od roku 1990 působil také jako prorektor AVU. Od roku 2005 byl členem SVU Mánes, ale roku 2012 spolu s některými svými bývalými studenty ze spolku na protest proti jeho nedemokratickým praktikám vystoupil.
Beranovo dílo bylo vystaveno na několika retrospektivních výstavách (GMU Hradec Králové, 1996, Národní galerie v Praze, 2007, AJG Hluboká, 2007) a společně s absolventy jeho ateliéru na výstavě Fascinace skutečností – hyperrealismus v české malbě (MU Olomouc, 2017). V 90. letech se zúčastnil přehlídek československého umění v zahraničí (Osnabrück, Bonn, Kolín nad Rýnem). Je zastoupen ve většině českých a moravských galerií a v prestižních sbírkách v zahraničí (Centre Georges Pompidou, Musée national d'art moderne, aj.)
Zdeněk Beran zemřel v Praze 7. listopadu 2014 ve věku 77 let.

## Dílo
Beran studoval v době nejtvrdšího stalinistického režimu v Československu. Tíživá atmosféra 50. let, „kulturní bažina“ oficiální tvorby, obtížnost získávání informací i navazování kontaktů s živým uměním byly zdrojem existenciální skepse, společné celé Beranově generaci. Inspiračním zdrojem byla spíše poezie (Rimbaud, Baudelair, Lautrémont) a literatura autorů jako Kafka, Dostojevský, Camus, Joyce nebo absurdní texty Samuela Becketta. Z malířů jim byl blízký svým expresionismem Georges Rouault a zejména Bohumil Kubišta, jehož vliv se projevil v raných kuboexpresivních obrazech Berana i jeho spolužáků.
Přelomovou událostí se stala výstava Zakladatelé moderního českého umění (Brno, 1957, Praha, 1958), která poprvé od únorového komunistického puče zveřejnila díla českého expresionismu a kubismu. Beran ve svém raném díle tyto podněty transformoval a od figur (Lidice, 1958, Návrh figur pro obřadní síň krematoria, absolventská práce 1959–1962, zničeno), portrétů a zátiší se postupným rozbíjením výtvarné formy nakonec zcela odpoutal od viditelné reálné skutečnosti (Náznak tří figur – destrukce, 1959–1961). Koncem 50. let zkoušel akční malbu (Akční malba, 1958, Akční studie, 1958), abstraktní kresby tuší (Studie pravoúhlé struktury, 1959) a využíval netradiční materiály jako písek a akronex. Soustředil se na práci s výrazovými možnostmi samotné malířské hmoty, potlačení obrazového prostoru a expresivní zjednodušení figurální předlohy na výtvarné znaky.
Odtud vedla přímá cesta k syrové materiálové malbě, kterou se Beran spolu s Antonínem Tomalíkem, Antonínem Málkem, Jiřím Valentou a Čestmírem Janoškem řadil mezi nejradikálnější představitele českého informelu (Zánik obrazu, 1960). Tato díla, jimiž se mladá generace ostře vymezila proti současnému umění a vytvořila zcela novou estetiku, vycházející z bezprostřední životní zkušenosti, byla neskrývaným výrazem beznadějného pesimismu. Podle Berana byly inspirativními zdroji atmosféra začouzených hospod, žlutavé lazury moče na asfaltovaných zdech pánských záchodků, mokvavé zdi pražských periferií a matné záblesky barokních obrazů v potemnělých interiérech kostelů. Dokonale zpracované detaily gotických katedrál, skryté zraku pozorovatele, dávaly smysl zdánlivě marnému úsilí.

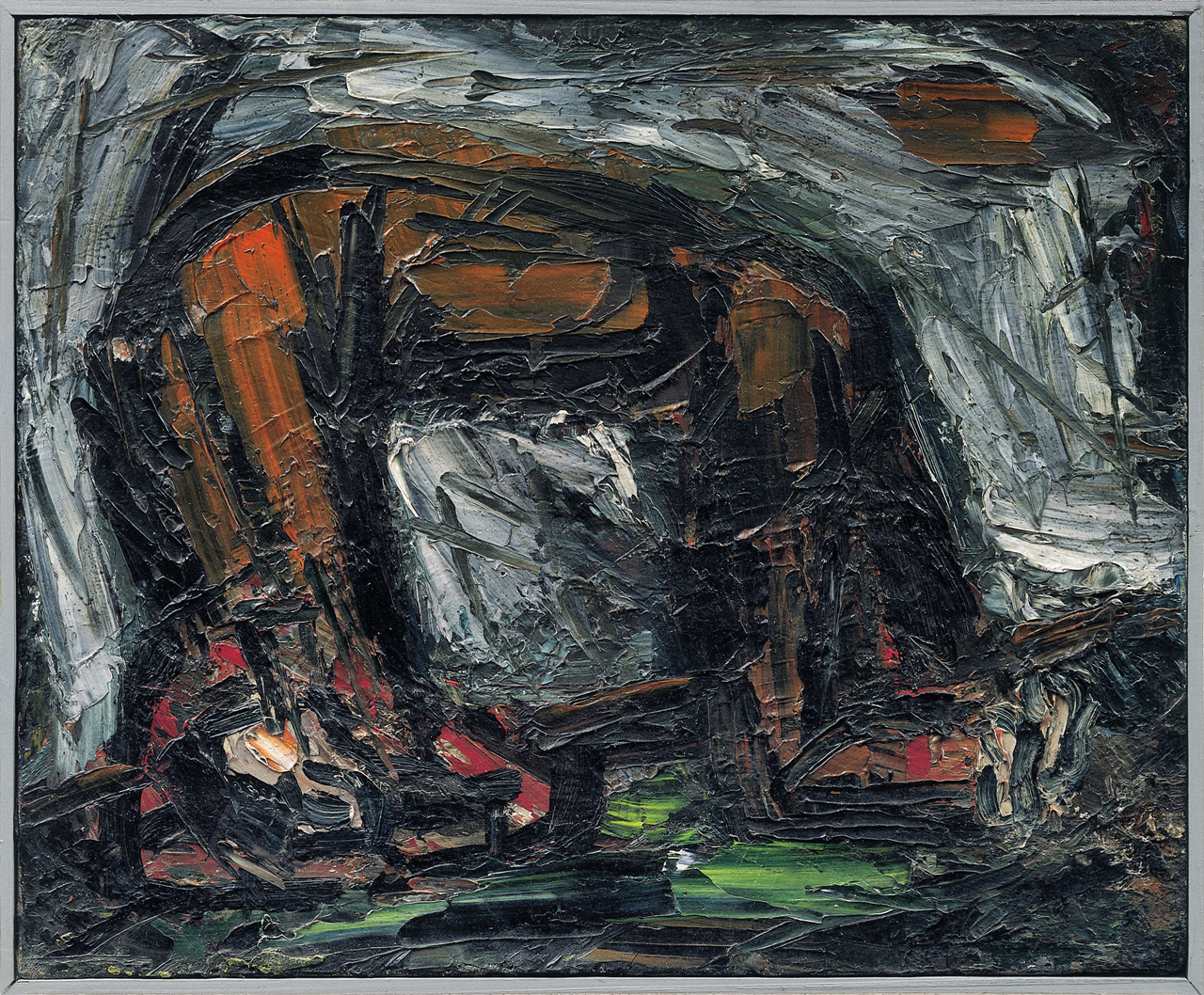
Zdeněk Beran, Klečící (1958)
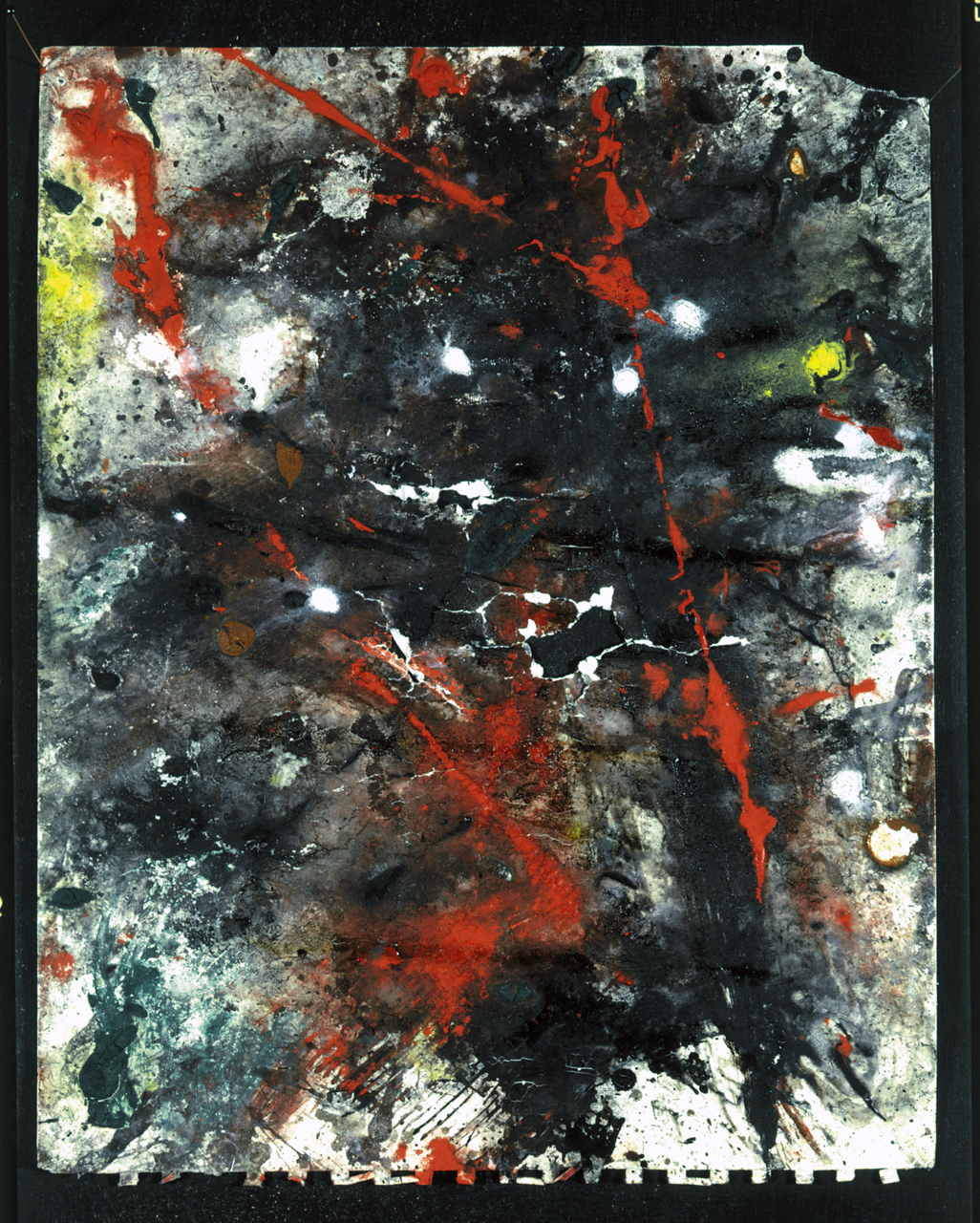
Zdeněk Beran, Akční studie I (1958)
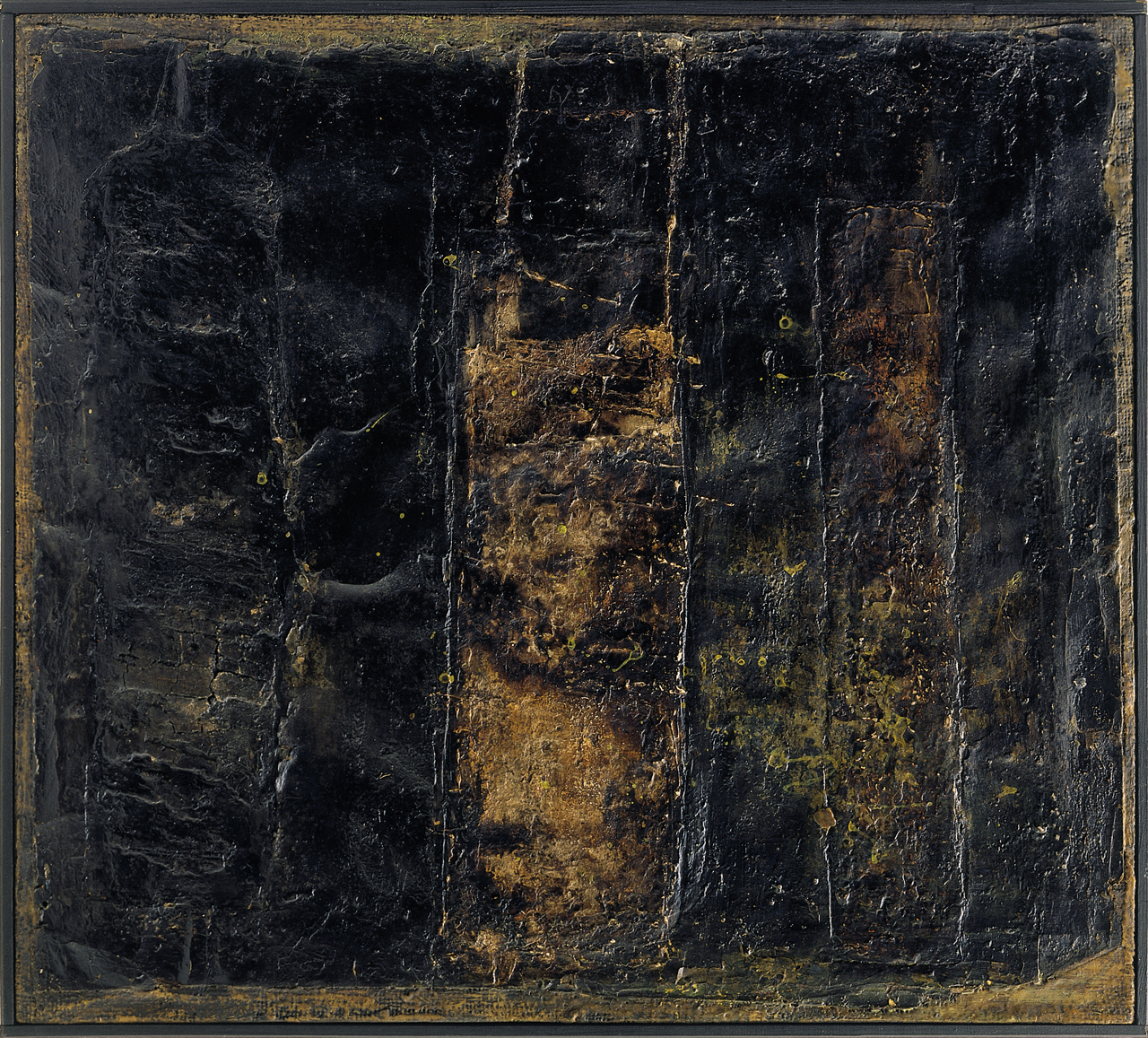
Zdeněk Beran, Náznak tří figur I (1959–1961)
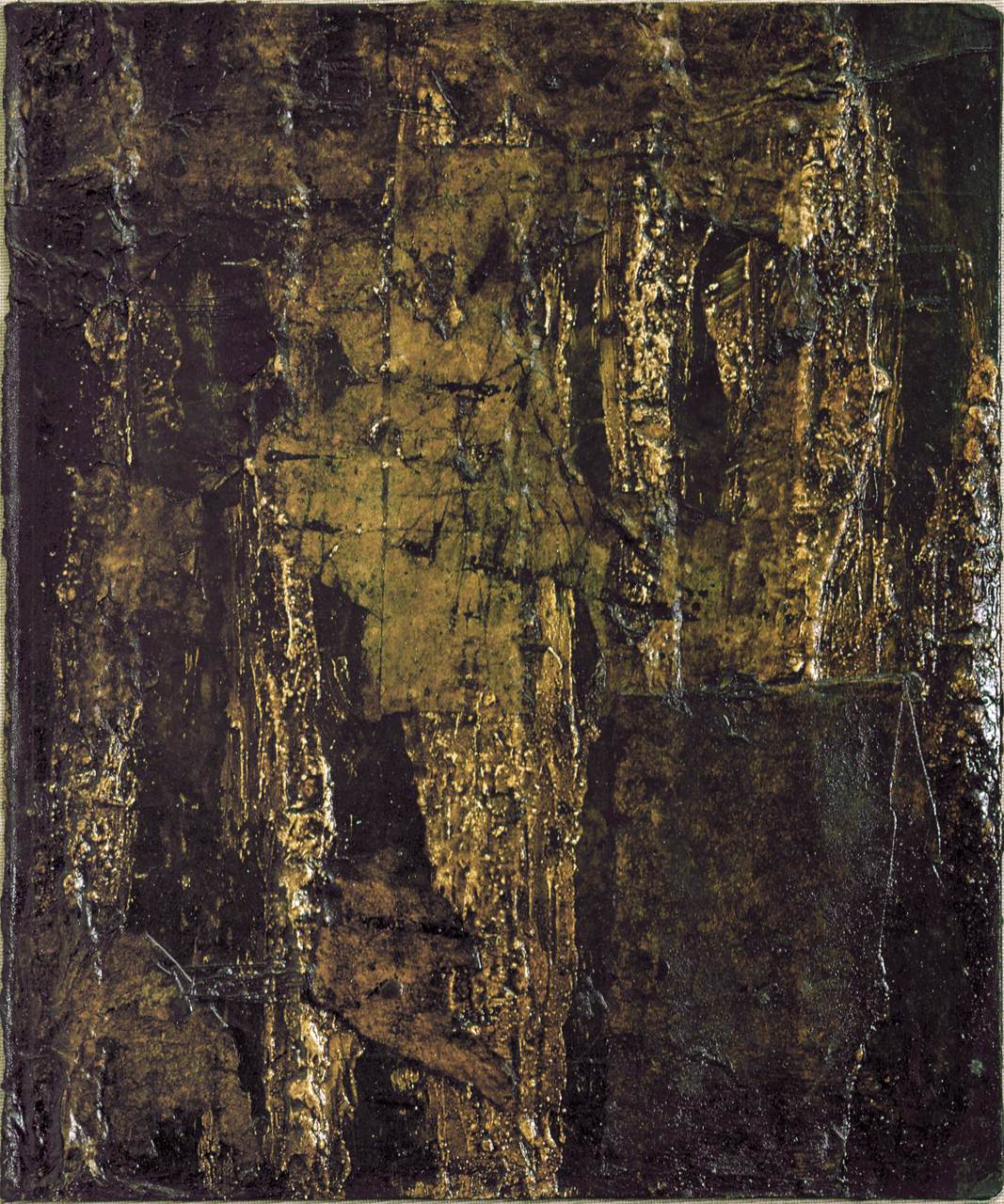
Zdeněk Beran, Studie struktury VI (1961)
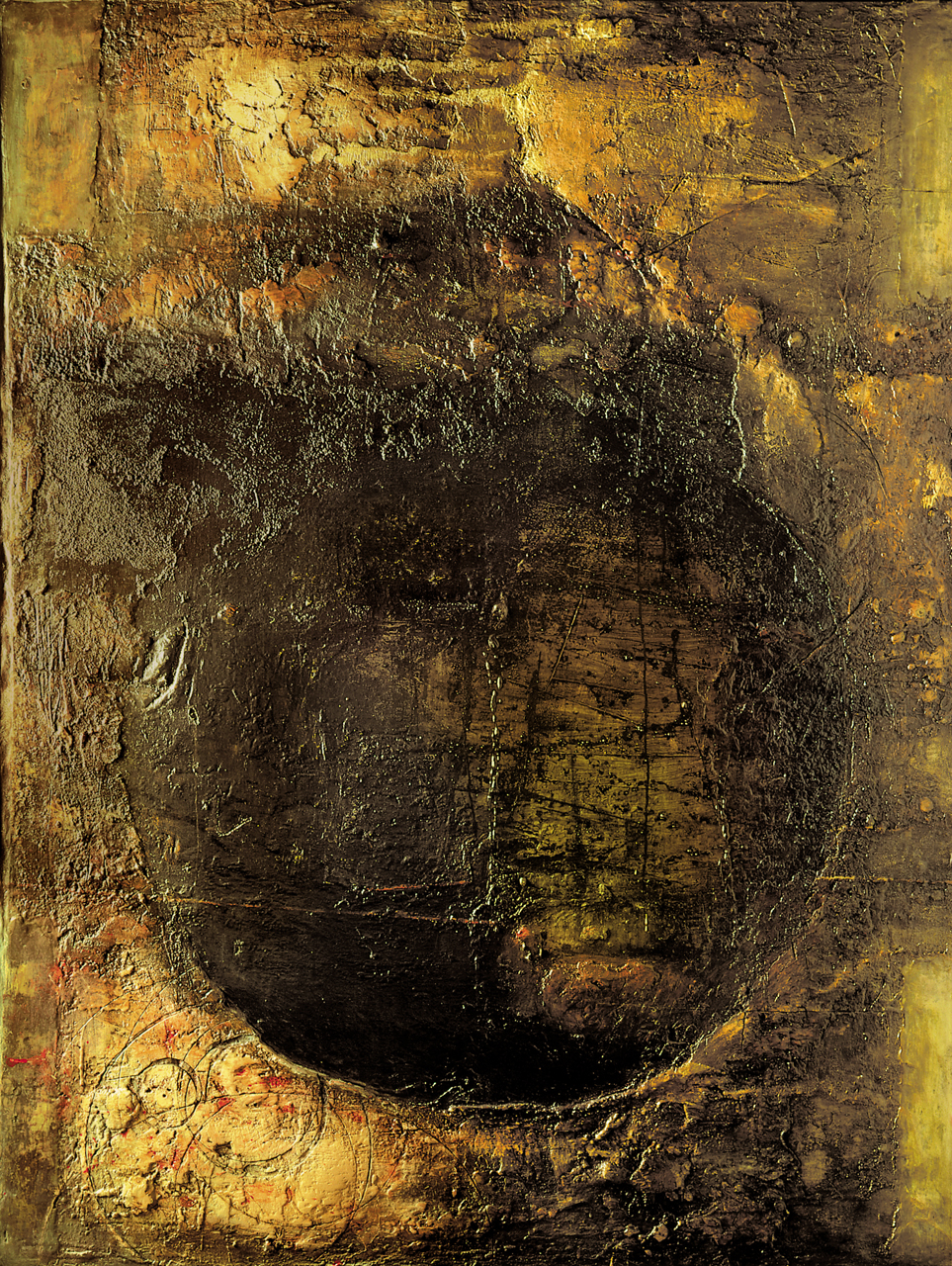
Zdeněk Beran, Velká červená struktura (1963)

V první polovině 60. let se Beran zabýval ztvárněním principu destrukce a konstrukce. Obrazy tvořené v nízkých reliéfech skulpturálně zpracovaných nebarevných hmot narušoval gestickými zásahy. Pro Beranovu tvorbu je příznačná „barokizace“ hmotných struktur, která se projevuje vzdutím a otevřením struktury a vizualizuje vnitřní hybnost a energii hmoty (Výduť, 1965, Výhřez, 1965). Expresivita vysokých syrových struktur, sevřených do lapidárního řádu, má monumentální účinnost a vyjadřuje drama individuální existence i patos lidského údělu.  V pozdějších dílech ze 60. let nahradil faktickou destrukci hmoty iluzivní malbou a postupně se vracel k figuraci.
Od poloviny 60. let se Zdeněk Beran přiklonil k iluzivnímu verismu klasické malby, kterým nahrazuje drastický naturalismus hmot. Beranova fascinace situacemi rozpadu a pomíjivosti se pojí s barokní dramatičností malby (Dyňovitá hlava jedince, 1966) a vytváří bizarně fantazijní reliéfní obrazy a objekty, které předznamenávají následné třírozměrné instalace (Diskrepance odpočinku, 1968, Hlava, která se chtěla podívat přes provaz, 1968–1969, Objekt III- kapitulace, 1969). Kafkovská metafora Pokus o stabilitu (1968–1969) se svlečenými kalhotami vandráka byla provedena v několika verzích od kresby, iluzivní malby až po reliéf a vystavena na Bienále mladých v Paříži roku 1969. Autor přechází od niterné exprese k výtvarnému sdělení, které se pokouší reflektovat objektivní realitu, jíž je sám součástí, a definovat významy v ní obsažené.
Beranova tvorba po srpnové okupaci Československa reflektuje životní trauma (Objekt III, Kapitulace, 1969), které se neustále obnovuje přímou konfrontací se skutečností. Komponuje scény, v nichž fragmenty vyřazených a devastovaných věcí vytvářejí svět pseudohmot v záměrně nepříjemných a ošklivých seskupeních a vyvolávají asociace spojené s tělesným ohrožením, nemocí a zánikem.

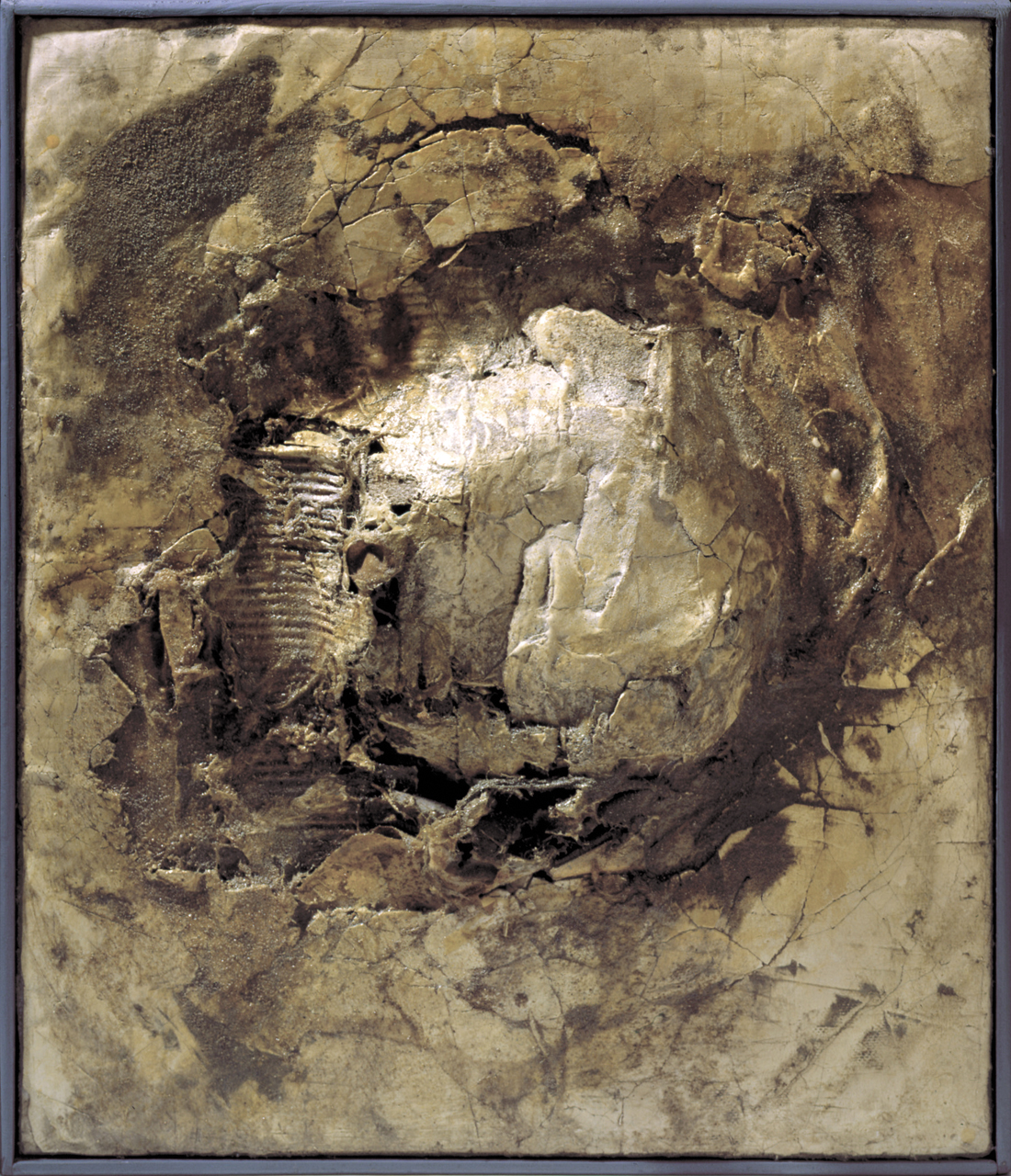
Zdeněk Beran, Výduť (1965)
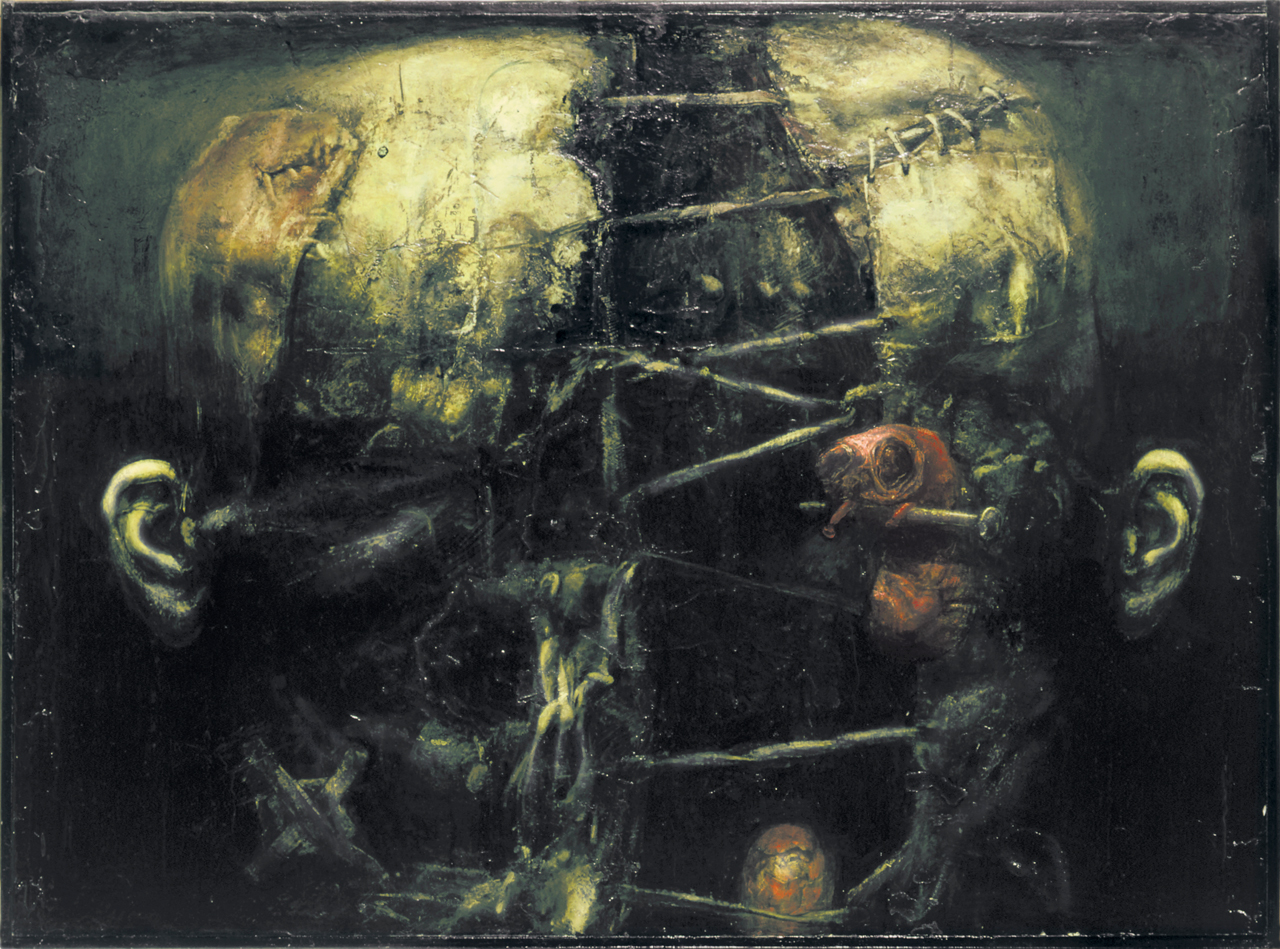
Zdeněk Beran, Dyňovitá hlava jedince (1966)
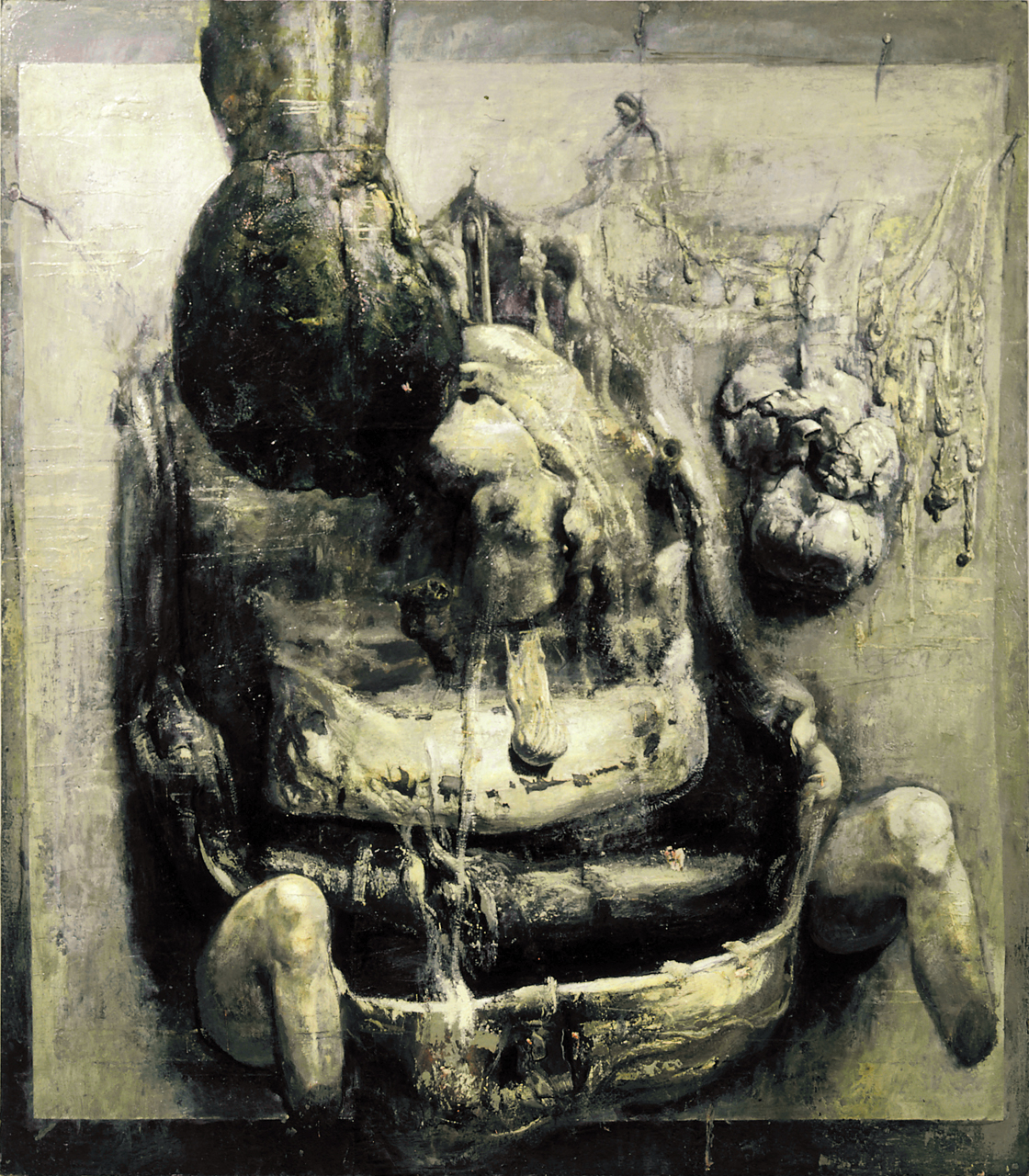
Zdeněk Beran, Diskrepance odpočinku (1968)
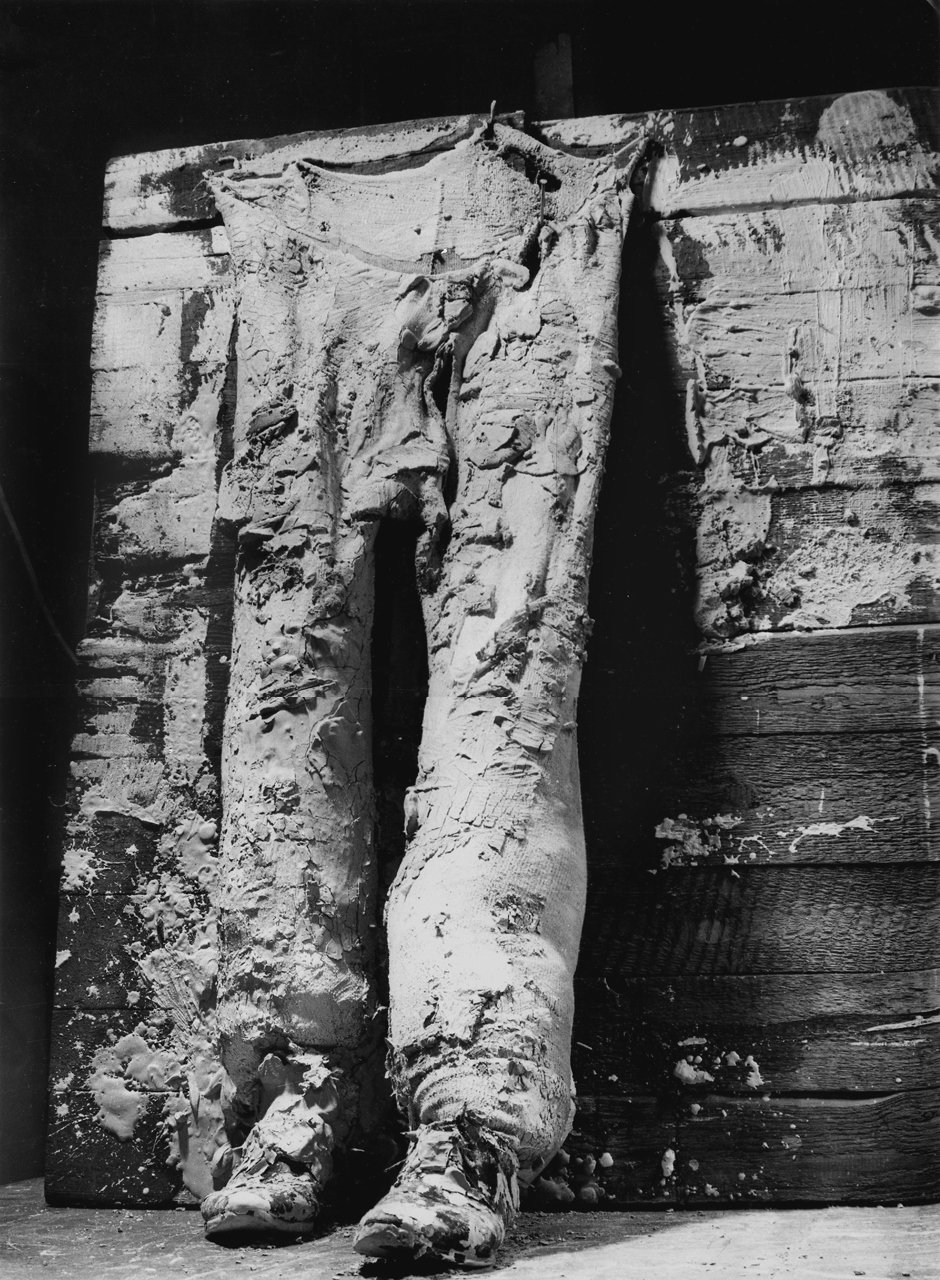
Zdeněk Beran, Objekt IV, Pokus o stabilitu (1969)
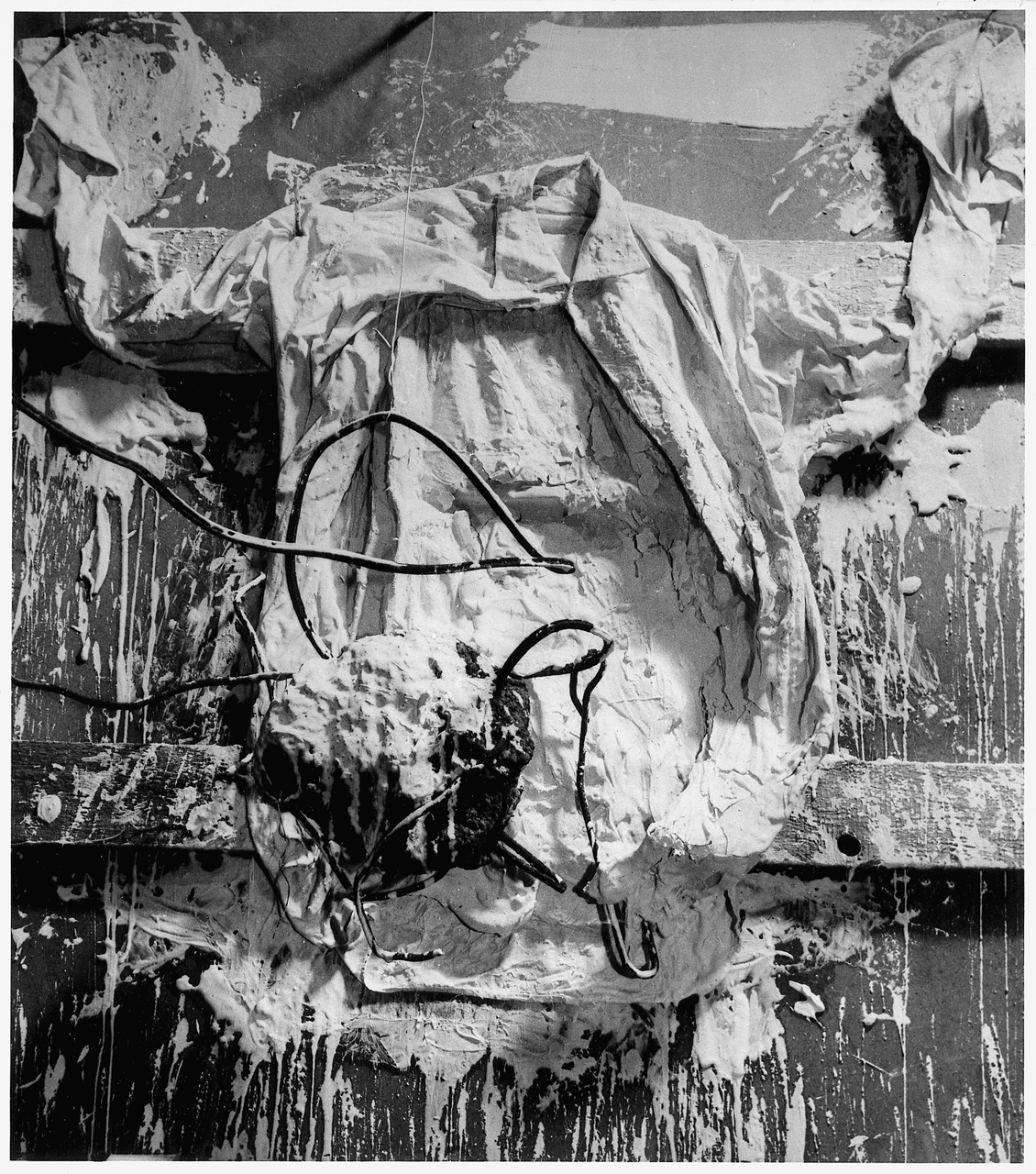
Zdeněk Beran, Objekt III, Kapitulace (1969)

V letech 1970–1971 vytvořil ve svém suterénním ateliéru v Karlíně rozměrnou instalaci Rehabilitační oddělení Dr.Dr. Tématem je krize humanity a katastrofa lidského bytí, vystaveného násilí, brutalitě a surovosti, kdy se z lidí stávají torza a mrzáci. V díle je i prvek pozitivního humoru, protože torza na nemocničním lůžku jsou na tom tak špatně, že o rehabilitaci nelze uvažovat. Jan Kříž tento stav, kdy se člověk v konfrontaci se zmrzačující situací může stavět mrtvým či ochrnutým, označil jako mrzácké mimikry, nebo „vstřícné mrzáctví“. Instalaci nebylo možné v době normalizace veřejně vystavit a byla dostupná zájemcům pouze soukromě od roku 1971 v Beranově ateliéru. Její část se až roku 1992 stala exponátem výstavy českého umění ke kongresu AICA. Roku 1994 byly objekty převezeny do areálu bredovského zámku u Lemberka a pohřbeny ve vykopané jámě. Po sedmi letech byly exhumovány a jejich trosky vystaveny ve Veletržním paláci Národní galerie v Praze.

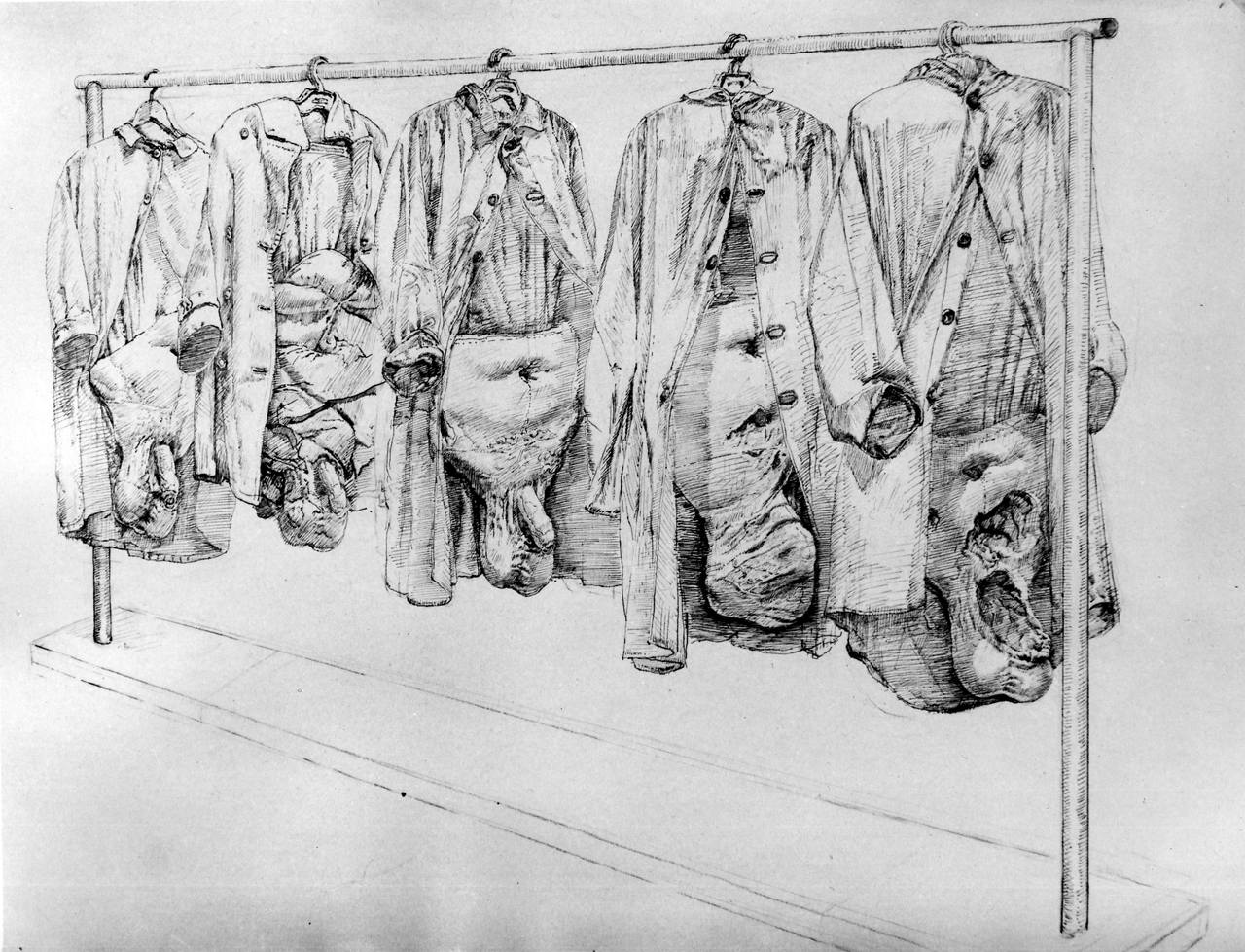
Zdeněk Beran, Studie k objektu Rehabilitační oddělení - pánský věšák (1970)
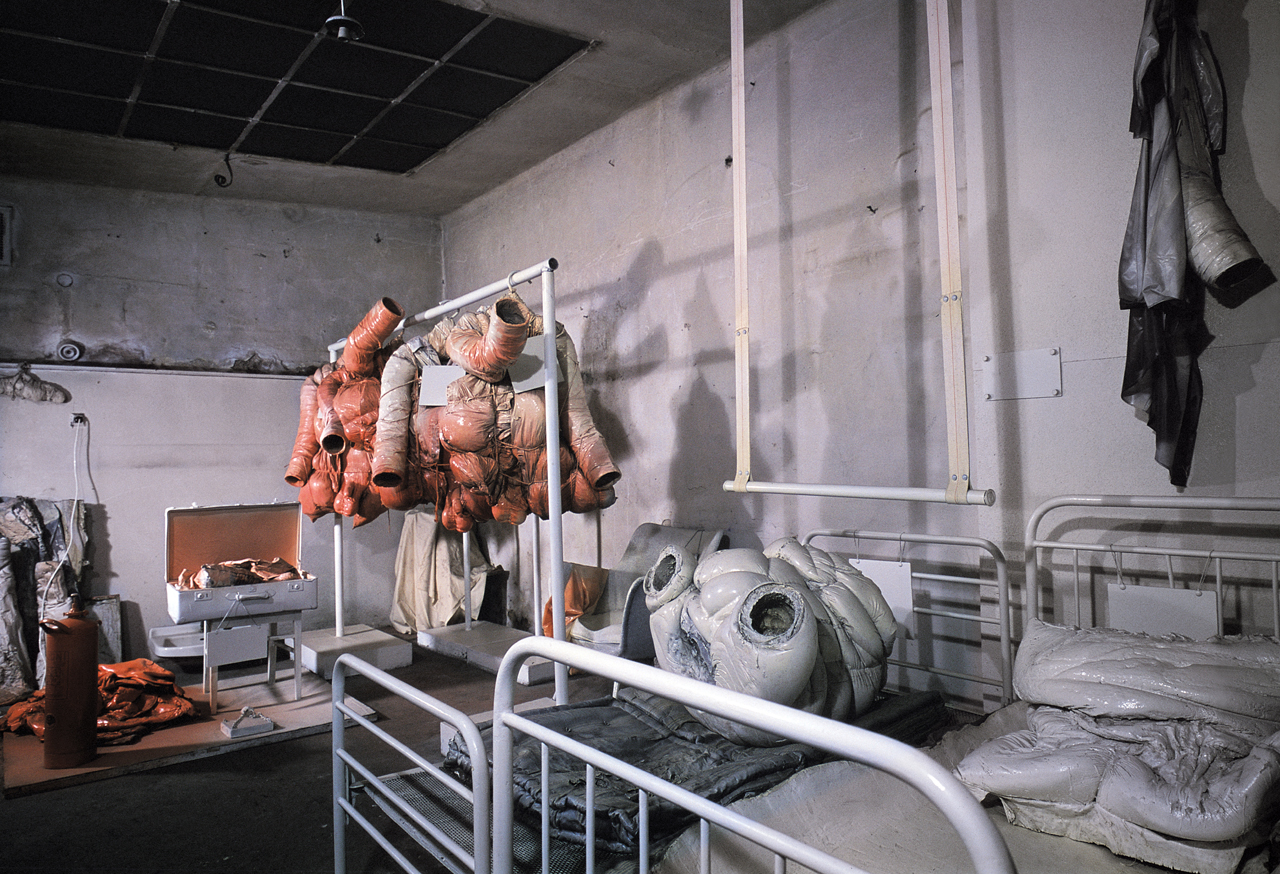
Zdeněk Beran, Rehabilitační oddělení Dr. Dr. (1970–1971)

V Beranově díle z doby normalizace, kdy nemohl veřejně prezentovat své dílo, hrají významnou roli kresby zamýšlených a neuskutečněných projektů. Ve studii Zemního projektu (1972) jsou lidská torza, podobná objektům z Rehabilitačního oddělení, instalována v prostorech vymezených pravoúhlými labyrinty vyhloubenými v zemi jako zákopy. Dalším námětem jsou průvody takových torz (Vstřícní mrzáci, 1972, Průvod pojízdných úsměvů, 1974) nebo série nejrůznějších figurálních kompozic na invalidním vozíku (Krmení za jízdy, 1973, Pojízdný střihoun, 1974). Beran tematizuje lidskou bídu – křečovité úsměvy, ústa rozevřená ke křiku, roztrhané fragmenty těl, tváře splývající s kolečkovou židlí. Mrzáctví je tématem Beranova literárního textu ze 70. let, absurdní grotesky podobné některý textům Samuela Becketta – Mrzákův májový den (1976).
Beranovy kresby odrážejí vícevrstevnou realitu jako koláž situací a konfrontují fragmenty lidské tváře s odpadky, různými nevábnými strukturami, obaly, gumovými objekty zachycenými v drátěné síti, nebo mrtvolou ptáka s odhalenými vnitřnostmi (Vítěz, 1979, Nová instalace úsměvu, 1977). S expresionistickým tématem kontrastuje přesná, jasná, jemná, veristická kresba, která zesiluje pocit ubohosti lidské existence (Instalace křiku, 1979, Instalace konzervy, 1979–1980, Studie nějaké situace, 1981, Studie hlavy v obecné poloze, 1985). Beran nastavuje chladné zrcadlo svému času a zároveň jej vykupuje tím, jak hrůzu proměňuje v krásu a jas myšlenky, čistotu citu a rozhodnost vůle.

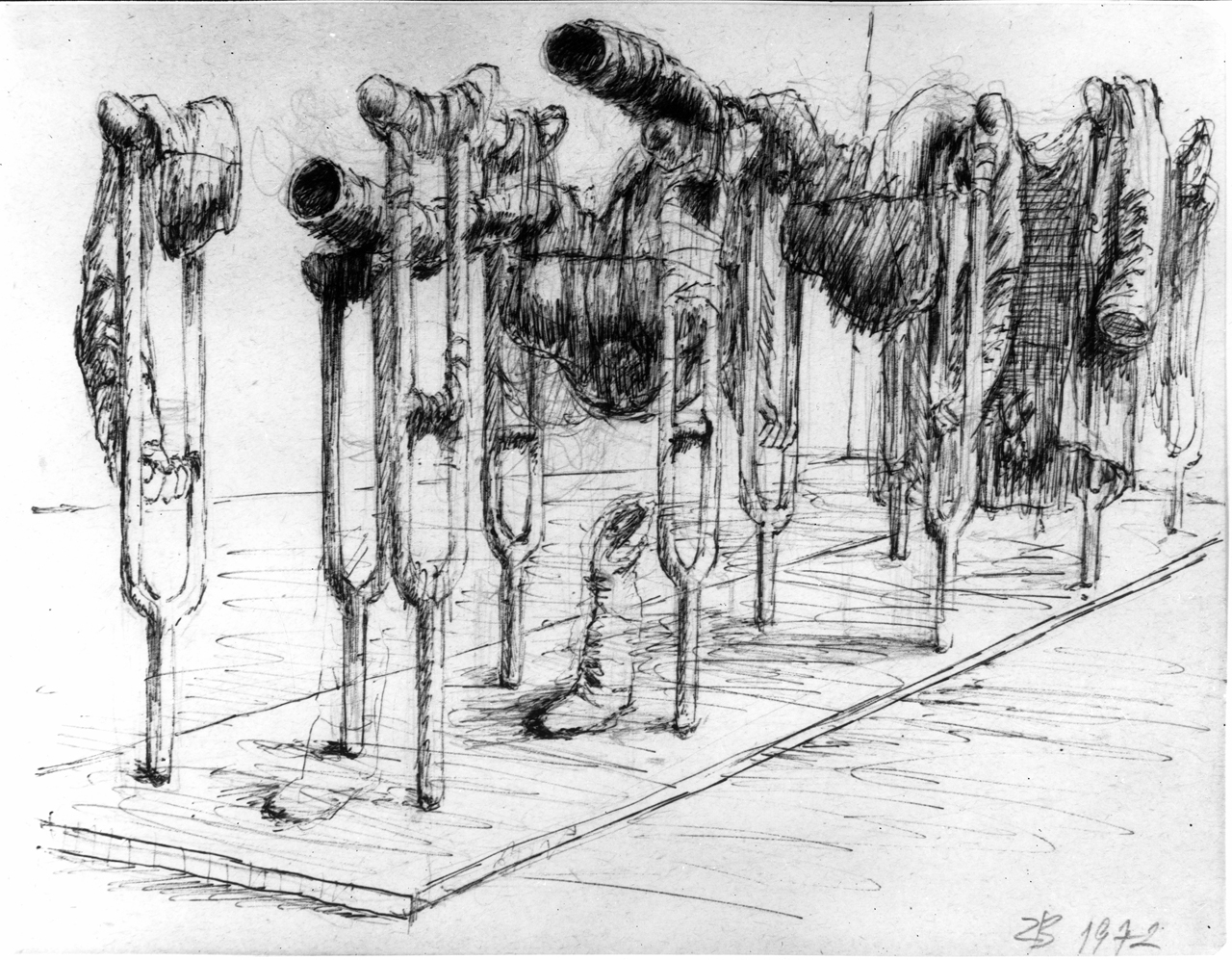
Zdeněk Beran, Vstřícní mrzáci (1972)
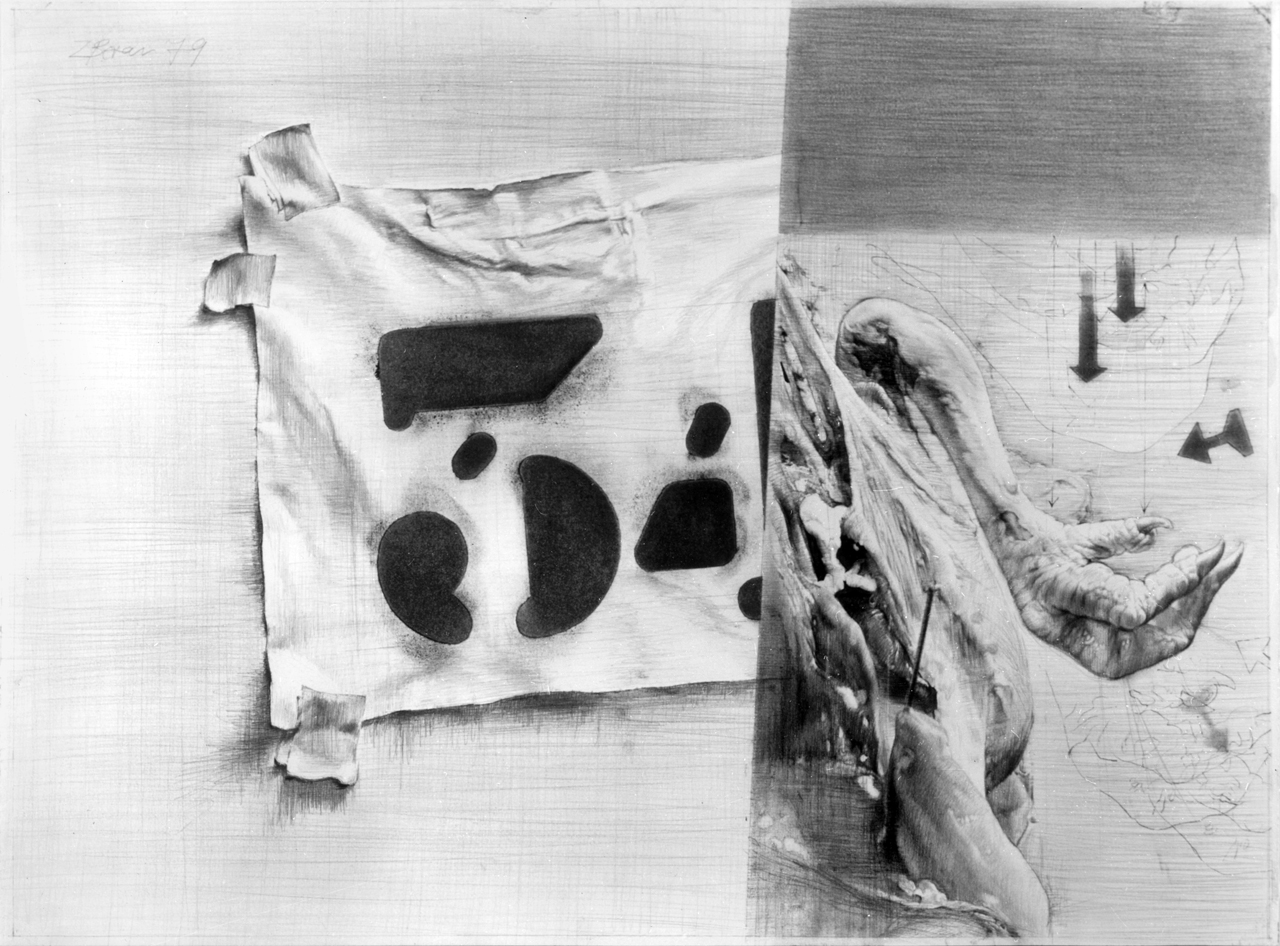
Zdeněk Beran, Vítěz (1977)
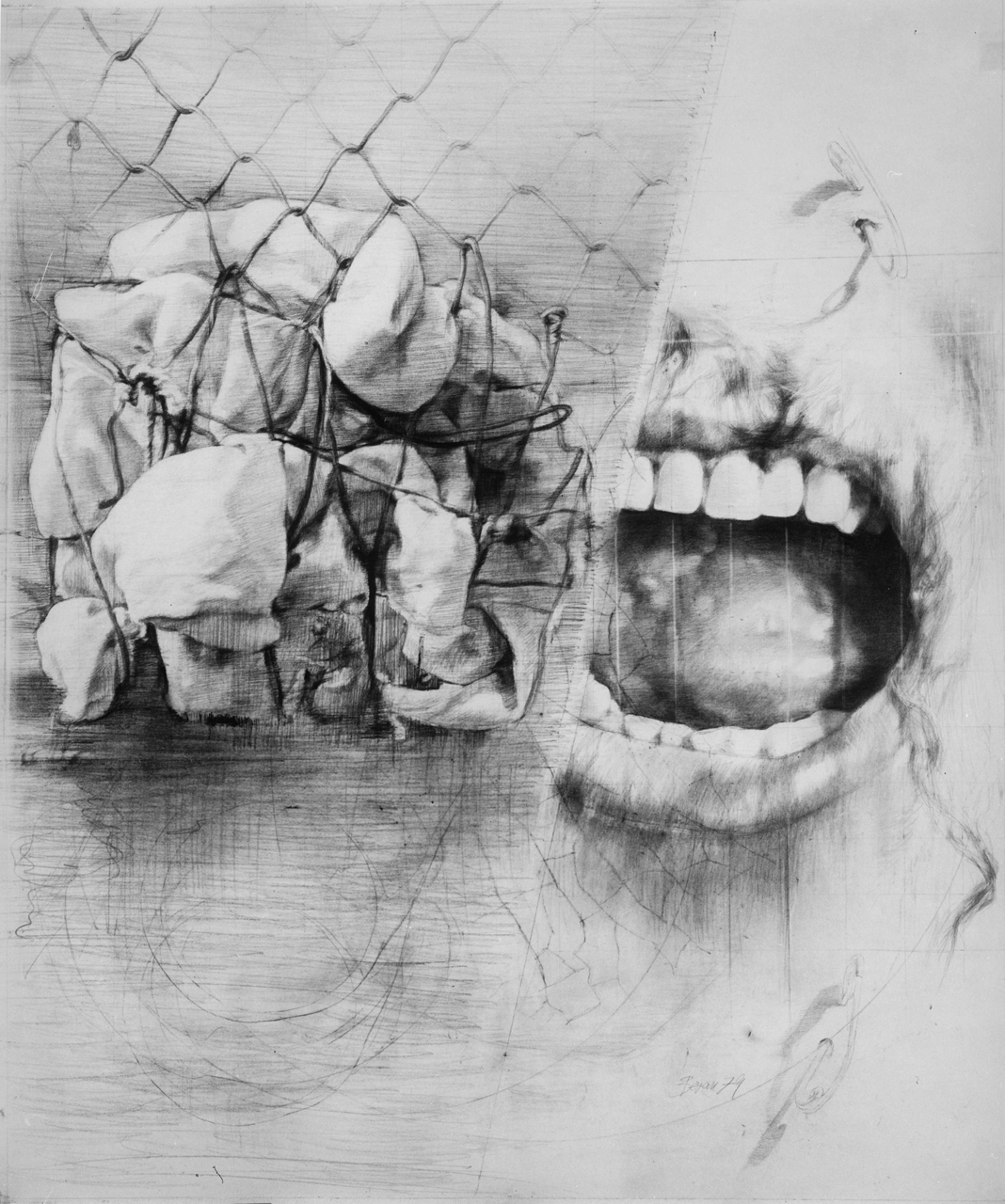
Zdeněk Beran, Instalace křiku (1979)
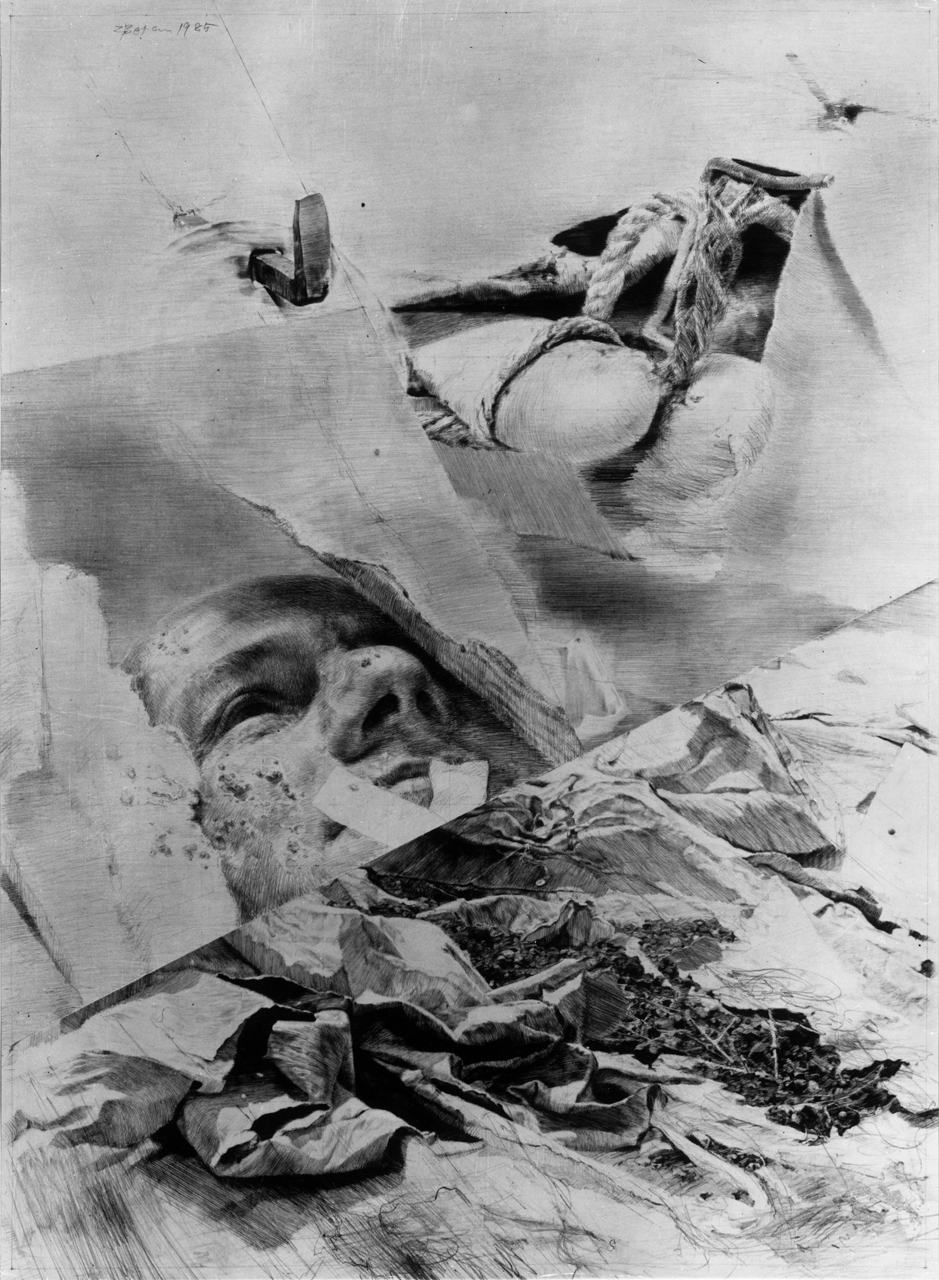
Zdeněk Beran, Studie hlavy v obecné poloze (1985)
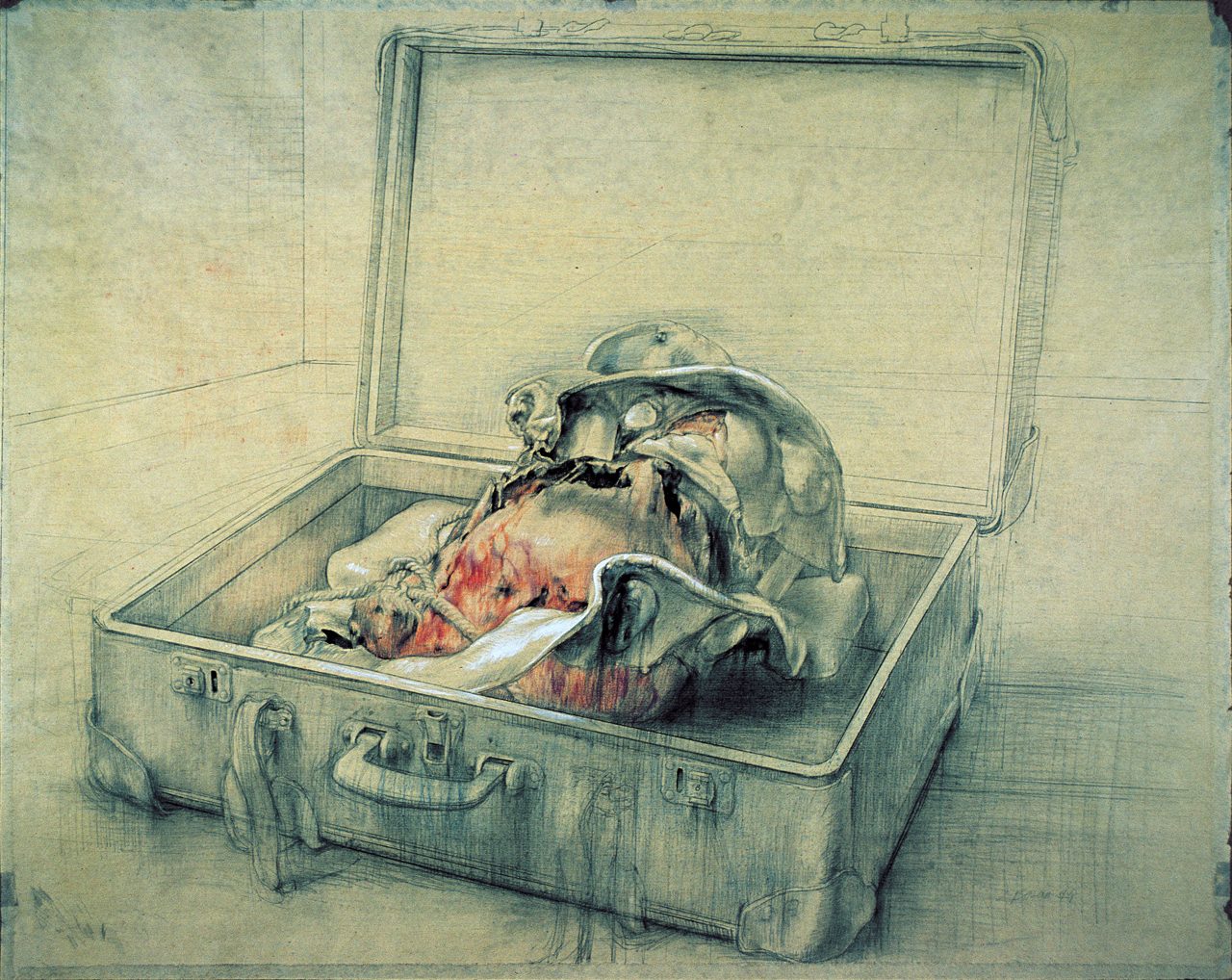
Zdeněk Beran, První materiálně-technická základna života v kufru (1974)

V environmentu Rehabilitační oddělení Dr.Dr. byly poprvé užity kufry, jako mnohovýznamový symbol útlaku i způsobu úniku (Sbalme to, 1971). Od poloviny sedmdesátých let vznikají jako další existenciální téma kresebné návrhy a objekty kufrů (První materiálně-technická základna života v kufru, 1974). Součástí jejich obsahu jsou kresby tváří (Kufr I: Strach z existence v kufru, 1976, Kufr II a III: Poslední zpěv populární hvězdy v kufru, 1976). Téma kufrů odráží těžkou depresi sedmdesátých let, zpřetrhání návaznosti na pozitivní odkazy minulosti, izolaci za železnou oponou, ponížení a zlo doprovázející despotický režim. Kufr jako princip zkonkrétnění a vymezení prostoru se pak stal ústředním tématem Beranovy tvorby na přelomu 70. a 80. let. Dílo samotné je obsahem kufru, který ho navenek omezuje a zároveň dovoluje s dílem libovolně manipulovat a fakticky ho umístit do reality. Vnitřní prostor nabízí široké pole zpracování i lákavou možnost užití iluzivních prvků. Podle Berana se tak může smysl barokní chrámové malby dostat do kufru a s ním pod postel. Svobodu ve volbě výtvarných prostředků omezuje pouze jejich opodstatněnost a přesvědčivost, neboť cílem je „co nejpřesnější vyjádření nevyjádřitelného“.
Roku 1980 vytvořil Zdeněk Beran spolu s Jiřím Sozanským, Oldřichem Kulhánkem, Ivanem Bukovským, Lubomírem Janečkou ad. komplexní environment v prostoru Malé pevnosti Terezínského koncentračního tábora. Všichni zúčastnění umělci po tři měsíce žili a pracovali v místě, kde je po celou dobu provázela úzkost a tíseň. Součástí Beranovy instalace byly obludné nafouklé balíky zavěšené na konstrukci v prostoru, připomínající lidská torza a kufry umístěné v prostoru samotek. Vnitřek kufrů, odhalený jejich částečnou destrukcí, obsahoval pozůstatky oděvů, bot, knih, novin a jiných stop lidské existence. Zavěšené objekty zůstaly v Terezíně a byly později zničeny. Kufry se v následujících letech staly součástí rozsáhlé instalace Cesta (1980–1990), prezentované poprvé na neoficiální výstavě na chalupě Bedřicha Dlouhého v Netvořicích (6 kufrů, 1981) a po pádu komunistického režimu v Nové síni (1990), na výstavě Šedá cihla (Galerie U Bílého jednorožce, 1992) a v Českém muzeu výtvarných umění v Praze (Umění zastaveného času, 1996, 100+1 uměleckých děl 20. století, 2000). Beranovy kufry inspirovaly k projektu společné výstavy 19 profesorů českých a německých vysokých uměleckých škol La boite en valise (Kufr v kufru, Výstavní síň AVU, Praha 2004–2005).
V letech 1983-1985 vytvářel Zdeněk Beran komorní modely instalací v měřítku 1:50, zahrnujících kresby, objekty a struktury (modely Prostorových útvarů). Na přelomu 80. a 90. let navrhoval modely Her s obrazy, objekty a strukturami, v nichž kromě plochy obrazu hrají roli objekty se strukturálně modelovaným reliéfním povrchem, které se v pozdějších realizacích stanou součástí odvrácené strany obrazu. Jeden z modelů byl v monumentálním měřítku vystaven jako Hra s hlávkami na neoficiální výstavě Forum 1988 v pražské Holešovické tržnici. V tomto díle autor spojil dva protichůdné tvůrčí principy a jako kontrast k dokonalé hyperrealistické malbě zelné hlávky použil syrovou mnohovýznamovou instalaci s nosítky první pomoci, skutečnými hlávkami zelí, které se postupně rozkládaly a zapáchaly, a zeď s ošklivými černo-rudými stopami roztříštěných hlávek (hlav?). Beran sám ve svém textu toto dílo popisuje jako „Maketu základní proměny – reálné předměty změněné v objekty na trase k matoucí iluzi v hranicích bloudění bez konce“.

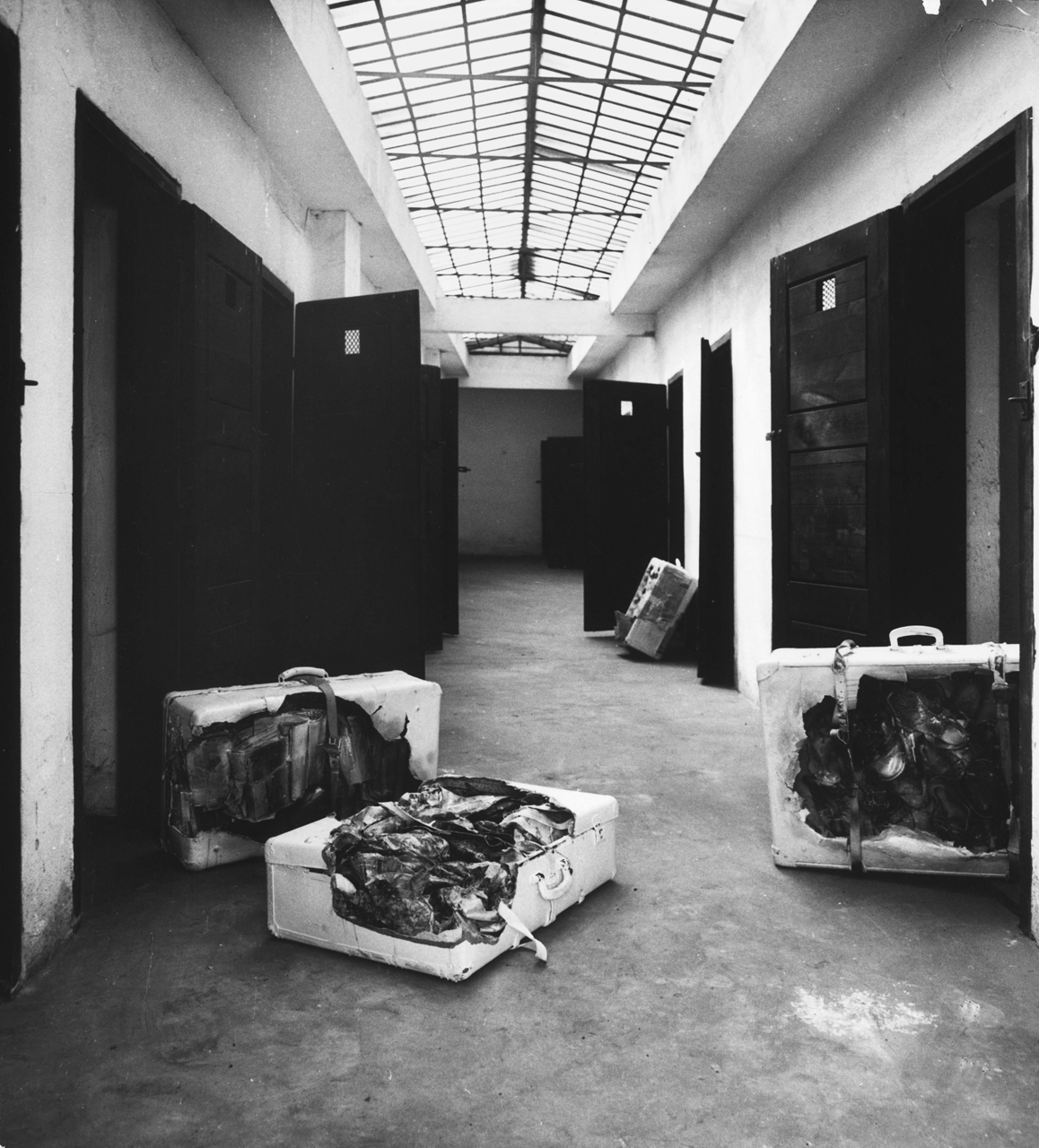
Zdeněk Beran, Instalace v pevnosti Terezín - kufry (1980)
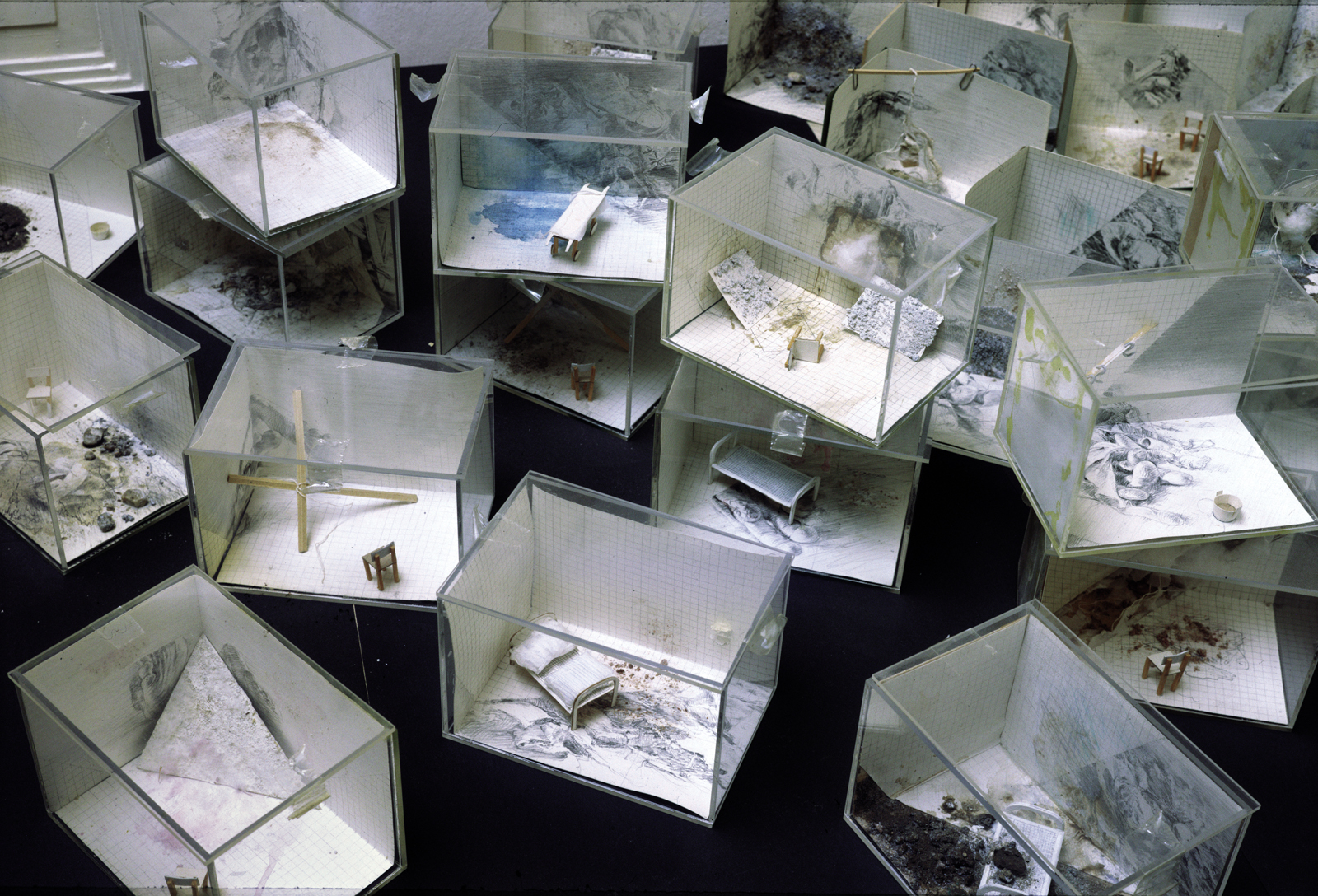
Zdeněk Beran, modely prostorových instalací (1983–1985)
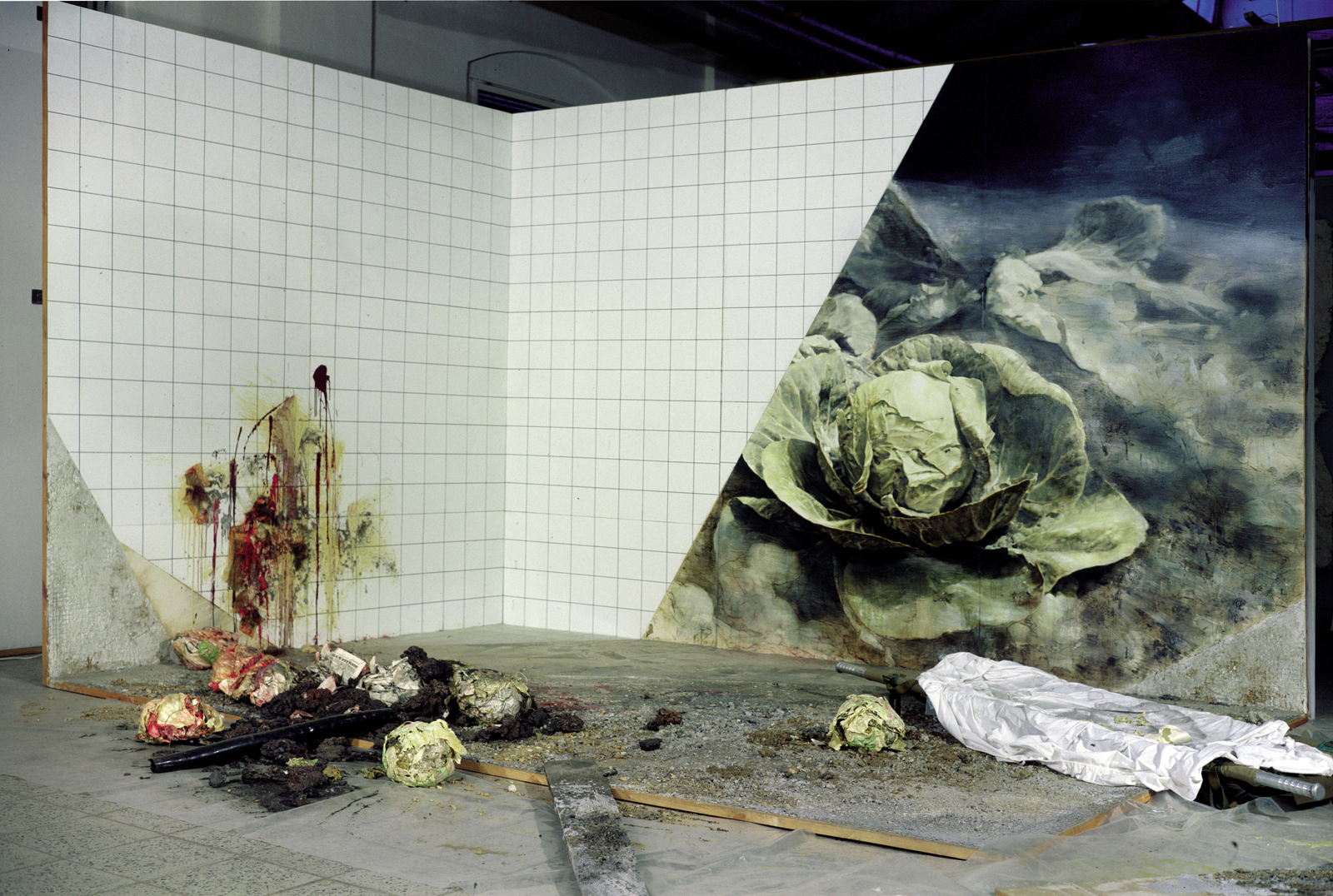
Zdeněk Beran, instalace Hra s hlávkami (1987)
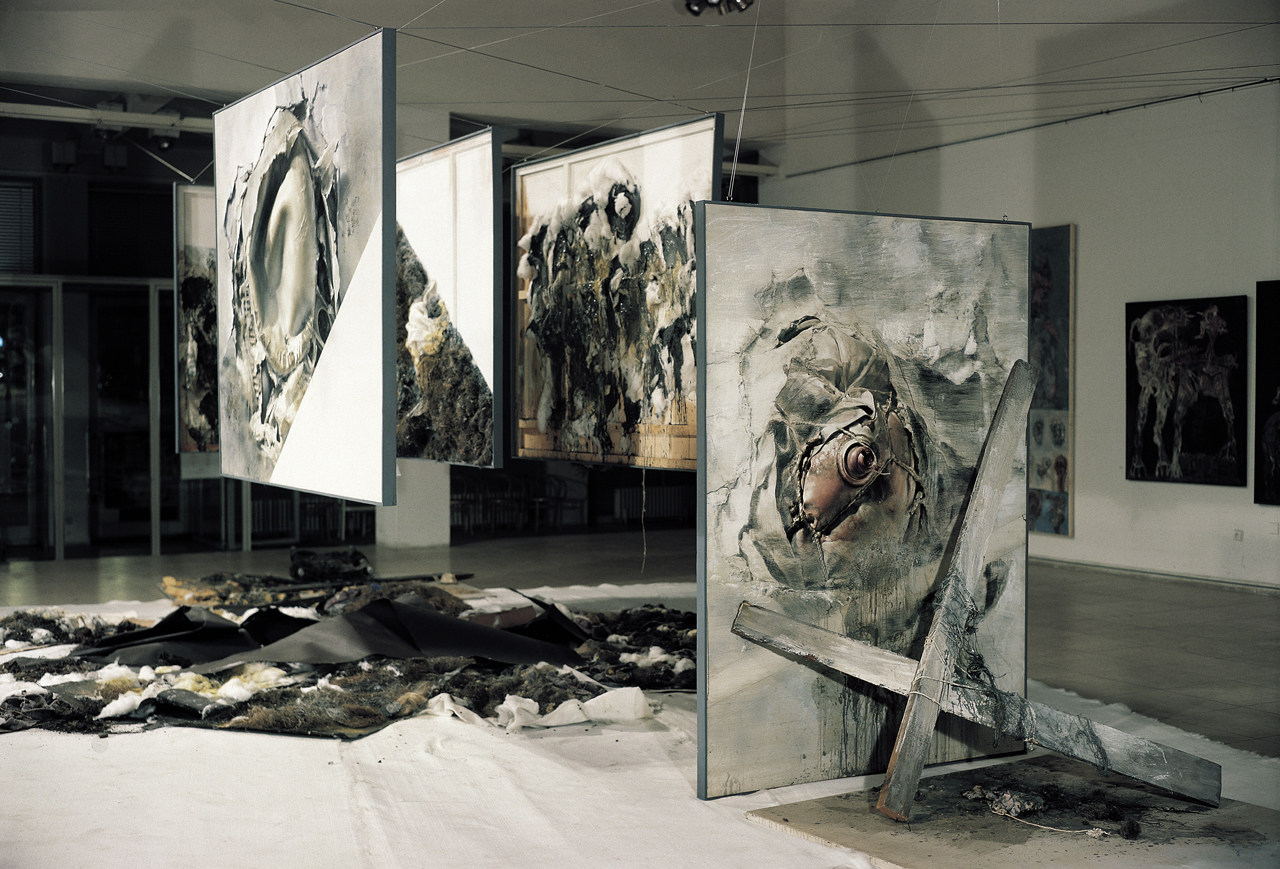
Zdeněk Beran, instalace Hra s obrazy II (1988–1990)

Od konce 80. let se Zdeněk Beran věnuje převážně malbě, ale téma destrukce je v jeho díle i nadále přítomno (Příznaky prázdnoty, 1989), někdy jako odvrácená strana obrazu, která se stává součástí celku. Krása příkře kontrastuje se zobrazeným rozpadem a vypovídá o povaze lidské civilizace, která vše původně čisté promění ve hrůzu. Protějškem Beranovy dokonalé iluzivní malby jsou syrové a tmavé reliéfní struktury připomínající jeho informelní období. Ty tvoří rub obrazu, samostatný panel nebo objekt, který je zakomponován do prostorové instalace (Konečné řešení, 1989–2000) a představuje tak Beranovu variantu tématu Vanitas. Častým námětem malby je rozbitá a poškozená gumová duše, která je pro Berana metaforou duše lidské a má přímou souvislost se starou fotografií z dob studií, kde je s přáteli zachycen před tehdejším pneuservisem a nápisem Oprava duší (Velké obrazové torzo-duševní záchrana, 1995, Pokus o duševní únik-spíše nahoru, 1996–1997, Pokus o duševní únik-spíše dolů, 1998, Torzo obrazu-v šedém poli, 1999).

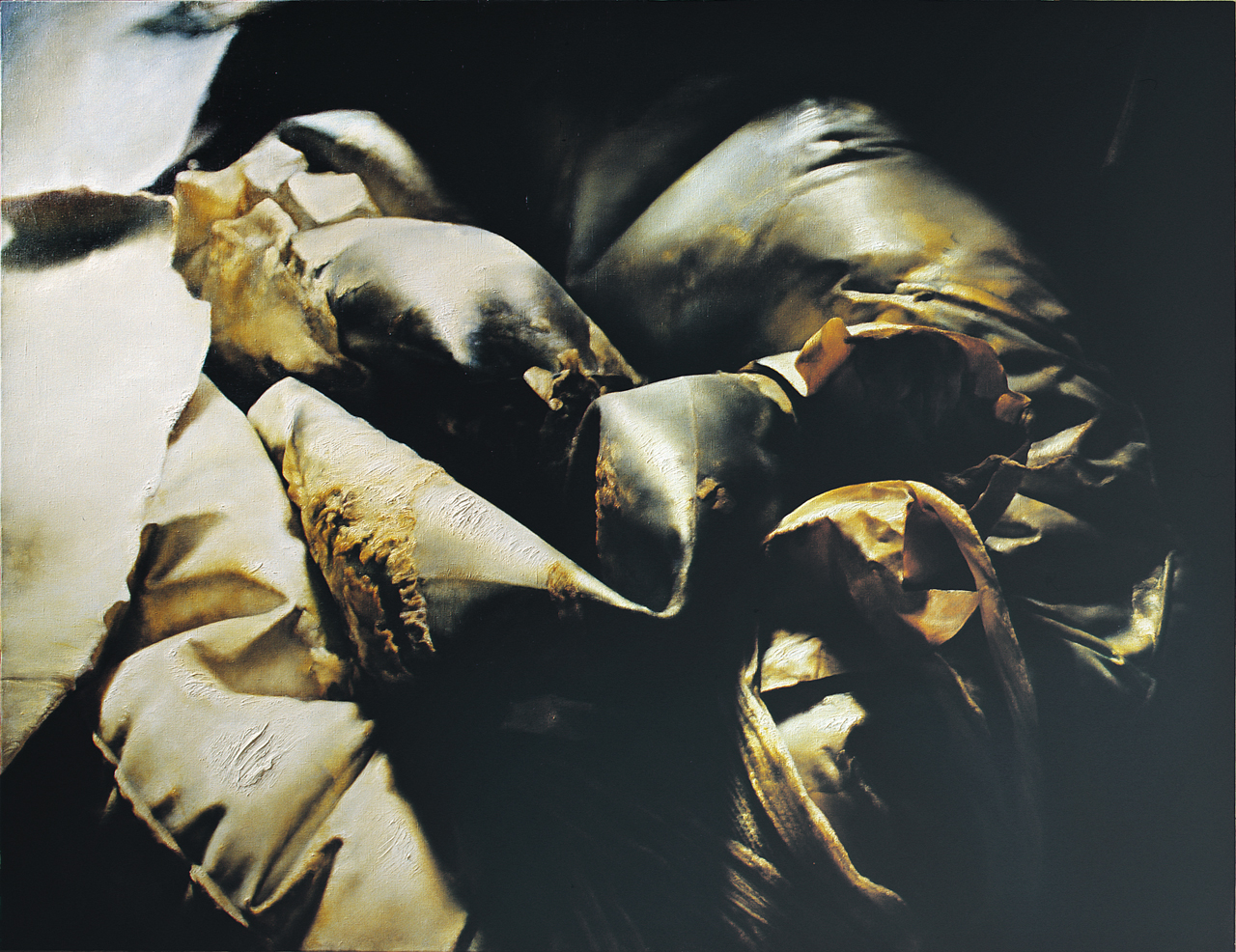
Zdeněk Beran, Pokus o duševní únik - spíše dolů (1998)
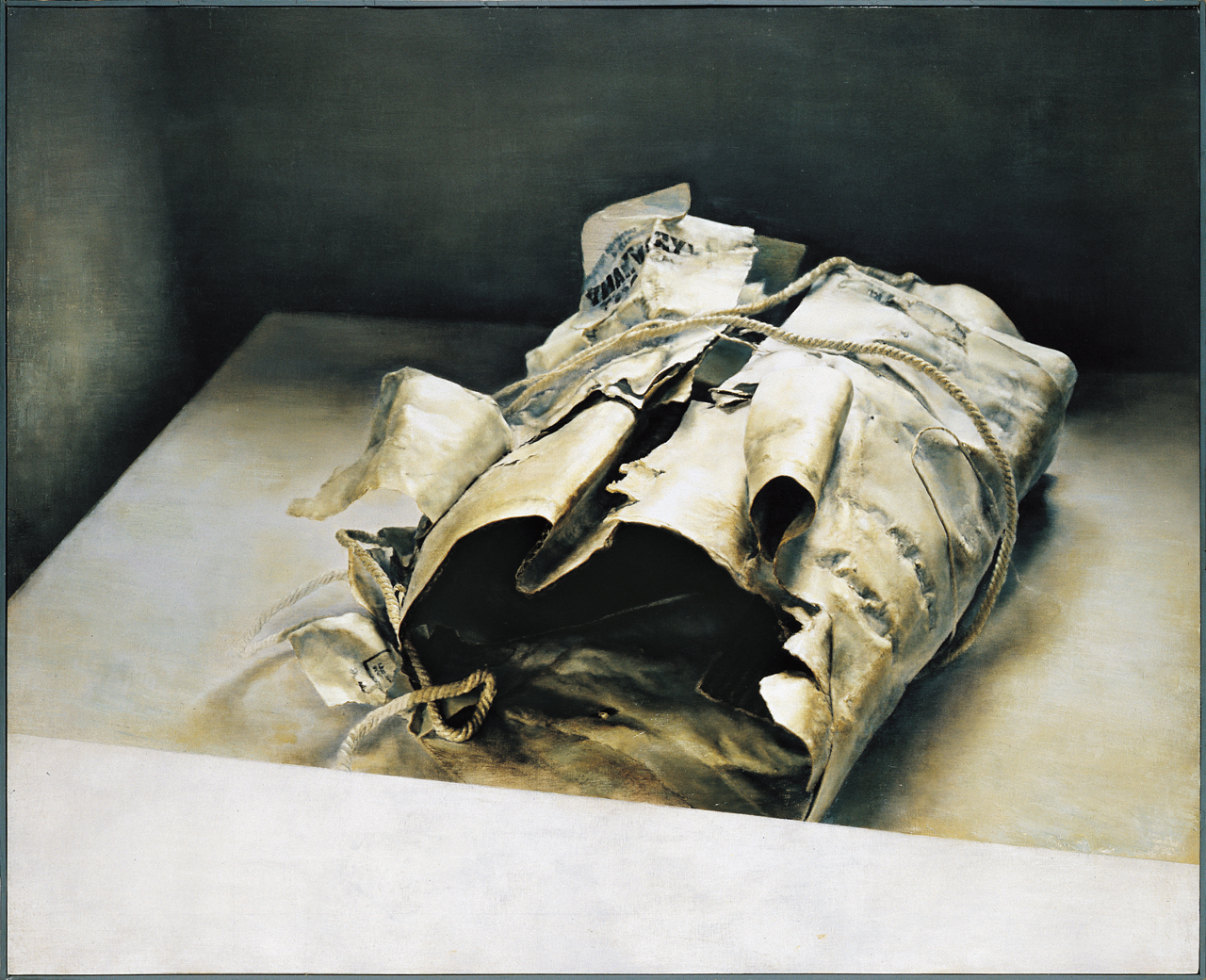
Zdeněk Beran, Příznaky prázdnoty (1989)
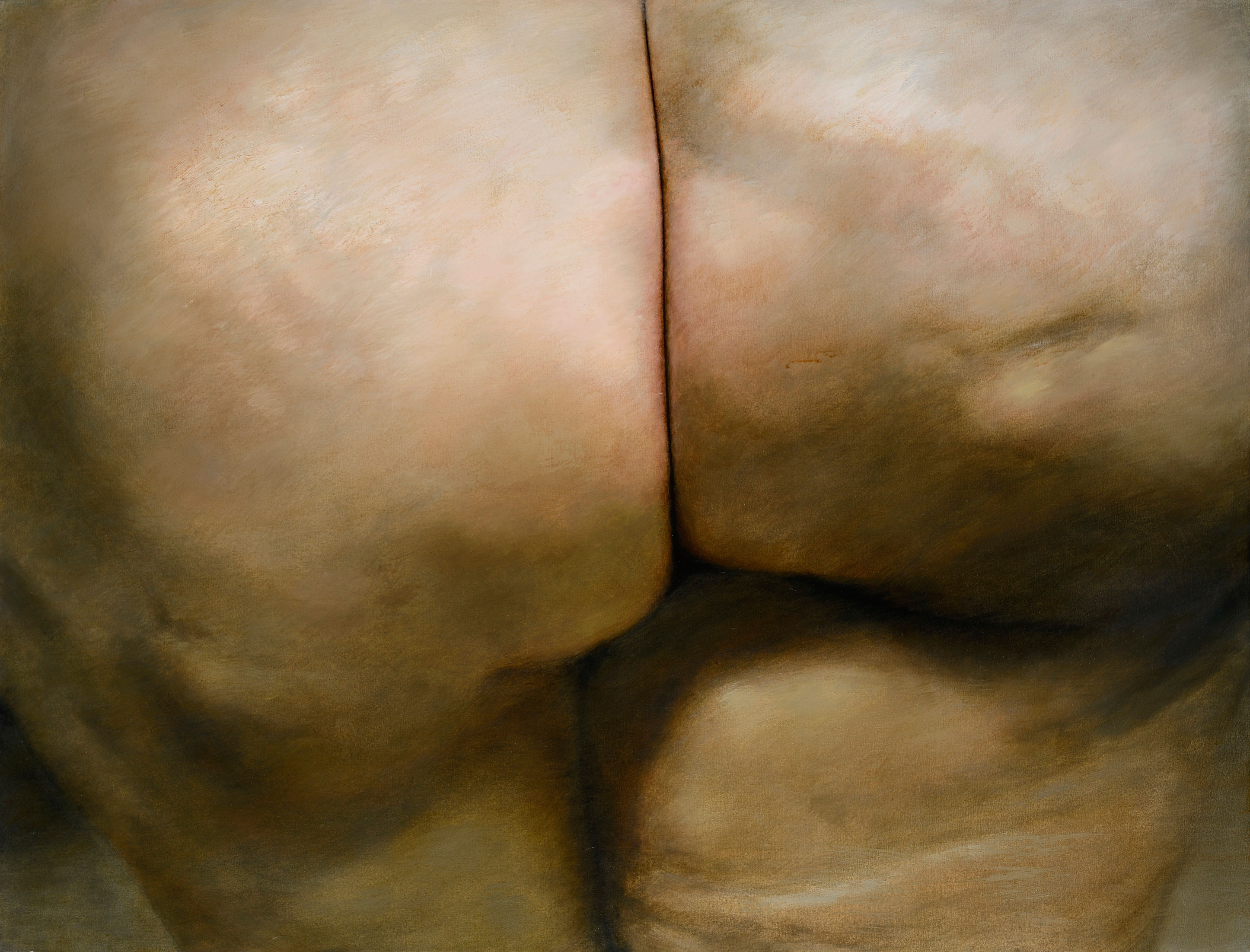
Zdeněk Beran, Odvrácená strana torza II (2005)

Od počátku 90. let, kdy Zdeněk Beran založil na AVU ateliér klasické malby, byl mezi teoretiky soustavně zpochybňován význam závěsného obrazu a zdálo se, že klasická malba prochází krizí. Beran se tomuto tématu věnoval v řadě textů a považoval obhajobu malby za součást výuky. Sám reagoval návratem k lidskému nahému torzu, které pojal netradičním způsobem.
Podle Vítkové Beranův způsob malby připomíná Rimbauda: „Posadil jsem si krásu na kolena a urážel jsem ji“. Maloval dokonalé detaily lidského těla jako fragmenty reality v maximálním přiblížení, včetně deformací charakteristických pro digitální fotografii. Výsledkem byly monumentální obrazy Levá prsní bradavka (2005), Čelní strana torza, 2005, Odvrácená strana torza, 2006, Fragment obrazu-mé koleno, 2006). Část plochy plátna ponechává jako bílé nebo barevné pole nebo ho dotváří reliéfní gestickou malbou a realistickou malbu do obrazu umisťuje jako by ji pouze citoval.

### Texty Zdeňka Berana (výběr)
Některé Beranovy texty vyšly v době normalizace jako samizdat a po roce 1989 byly přetištěny. Beran se z pozice umělce kriticky vyjadřoval i k různým fenoménům ve společnosti po roce 1989.
- Fantom (rekonstrukce bezvýznamné události), in: Josef Kroutvor (ed.), Betlém 1980, Škola české grotesky; malá antologie poesie a výtvarného umění, samizdat, znovu Fantom (Z textů Zdeňka Berana), Výtvarné umění, 1, 6, 1990, s. 20–20
- Mrzákův májový den (Z textů Zdeňka Berana), Výtvarné umění, 1, 6, 1990, s. 18–19
- Bloudění bez konce (Z textů Zdeňka Berana), Výtvarné umění, 1, 6, 1990, s. 19–19
- Zas jeden den (Z textů Zdeňka Berana), Výtvarné umění, 1, 6, 1990, s. 19–20
- Soukromý dotazník, in: Český informel, Průkopníci abstrakce z let 1957–1964, 1991, s. 255–256
- Negativní vymezení, in: Nová citlivost, SGVU Litoměřice, MU Olomouc, 1994, s. 6–7
- Vždy nevhod (Zpráva o nevhodném úsilí), Výtvarné umění 4, 1994, s. 45–47, in: Zdeněk Beran, 2007, s. 151–152
- Trochu světla k temné historii vzniku skupiny Zaostalí, Výtvarné umění 3–4, 1995, s. 102–103
- Hody na pohřební hostině, in: České umění 1939-1999, Programy a impulzy, 2000, s. 94–99
- Protest, Ateliér 13, 23, 2000, s. 3
- Pokleslé parametry šéfredaktorky časopisu Umělec, Ateliér 13, 14–15, 2000, s. 3
- Rehabilitační oddělení, in: Radan Wagner (ed.), Revue Art 1, 2007, s. 8–15

### Citáty
„Já nechci dělat věci, které by byly jednoznačně jen krásné nebo jen ošklivé a všichni víme, že život není také jenom jedna poloha, je vždy mnohopolohový a střídají se tam drsné věci s věcmi lyrickými, takže pokud člověk chce být pravdivý, a o to v umění jde, tak musí používat obě strany toho, co vnímá.“
„Nepochybně bude dnes těžko někdo soutěžit například s Ben Violou, protože k tomu prostě nebude mít dostupné prostředky, jaké má on. To shledávám velmi problematickým, ale do značné míry tak tomu bylo vždy. Nicméně záleží vždy na konkrétním umělci, které prostředky mu jsou vlastnější pro jeho vyjádření. Konkrétně v mé tvorbě to byl vzdor vůči tehdejšímu režimu, který vyžadoval bezvýhradnou reklamní a líbivou oslavu své ideologie.“

### Zastoupení ve sbírkách
- Centre Pompidou, Paříž
- Národní galerie v Praze
- Alšova jihočeská galerie v Hluboké nad Vltavou
- České muzeum výtvarných umění, Praha (nyní GASK)
- Galerie hlavního města Prahy
- Galerie Mayerrischer Wald, Zant
- Galerie moderního umění, Hradec Králové
- Ministerium of the International Avantgarde, Milán
- Muzeum umění Olomouc
- Památník Terezín

### Výstavy (výběr)

#### Autorské
- 1971 Rehabilitační oddělení Dr.Dr., ateliér Zdeňka Berana, Šaldova 8, Praha 8, Karlín
- 1992 Modely instalací, Galerie Litera Praha
- 1996 Odvrácená strana obrazu, GMU v Hradci Králové
- 1997 22 struktur, Galerie 60/70 Praha
- 2003 Selanka staronových struktur, Galerie Navrátil Praha
- 2004 Od exprese k destrukci, Galerie Ztichlá klika Praha
- 2004-2005 Velké torzo obrazu, Galerie Via Art Praha
- 2005 Jedna možná situace, Galerie Litera Praha
- 2007 Zdeněk Beran - retrospektiva, Národní galerie v Praze[34][35]
- 2007 Zdeněk Beran, Post retrospektiva, AJG Hluboká nad Vltavou
- 2011 Fragmenty a tristní přemalby, Galerie Litera, Praha
- 2012 Modely a kresby, Galerie Litera, Praha
- 2012 Fragmenty a torza, Galerie Navrátil, Praha
- 2012 Příběh rehabilitačního odd. Dr. Dr., Galerie Litera, Praha
- 2014 Rodné hnízdo (před lety), Galerie UFFO, Trutnov
- 2014 Rodné hnízdo (po letech), Galerie Navrátil, Praha, Galerie Beseda, Ostrava
- 2014 Studie prostorového zmatku, Galerie Litera, Praha
- 2014 Zdeněk Beran v Galerii Navrátil, Galerie Navrátil, Praha

#### Společné (výběr)
- 1960 Konfrontace I, Ateliér Jiřího Valenty, Praha
- 1983 Dessins tchèques du 20e siècle, Centre Georges Pompidou, Paříž
- 1987 České umění 20. století - Hluboká nad Vltavou (1987)
- 1988 Forum 88 - Praha
- 1990 Dialog 90 - Praha
- 1991 Tradition und Avantgarde in Prag – Bonn
- 1992 České výtvarné umění 1960–1990 – Praha
- 1993 Skutečnost a iluze – Hluboká nad Vltavou
- 1998 Hommage a Jiří Valenta – Kolín nad Rýnem
- 2002 Hyperrealismus – Hradec Králové
- 2009 Transfer – New York
- 2017 Fascinace skutečností – hyperrealismus v české malbě – Olomouc